# Artillerie britannique pendant la Première Guerre mondiale
 (décembre 2024).
Si vous disposez d'ouvrages ou d'articles de référence ou si vous connaissez des sites web de qualité traitant du thème abordé ici, merci de compléter l'article en donnant les références utiles à sa vérifiabilité et en les liant à la section « Notes et références ».
Pendant la Première Guerre mondiale, l’artillerie britannique connaît la même évolution que toutes les artilleries des belligérants. D’une arme secondaire d’appui de l’infanterie, elle devient le centre même de la guerre et se diversifie de l’artillerie de tranchée ou d’infanterie jusqu’à l’artillerie lourde sur voie ferrée et l’artillerie d'assaut. Toutefois, cette évolution se fait de manière propre, avec des solutions originales. D'une arme d'élite hautement professionnelle comme l’armée britannique elle devient une arme de masse, très diversifiée.

## Au début duXXesiècle: une arme qui apparaît indispensable mais qui cherche des vocations.
Pour faire face aux Boers, le 1er juillet 1899, par un Royal Warrant, l’artillerie britannique est officiellement divisée en trois grandes spécialités, l'artillerie de campagne (Royal Field Artillery - RFA), l'artillerie montée (Royal Horse Artillery - RHA) et l'artillerie "de garnison" comprenant l'artillerie lourde, l'artillerie de fortifications, l'artillerie de siège et l'artillerie côtière, (Royal Garrison Artillery - RGA), elle-même en contact étroit avec l’artillerie de marine. Le reste de l'artillerie, celle qui traite de la fabrication, du stockage et du transport des munitions reste intitulé Royal Artillery. Entre artillerie de campagne et artillerie sédentaire, ces spécialités sont fonctionnellement exclusives les unes des autres. La mobilité des officiers et des militaires du rang entre subdivision y est quasiment inexistante.
Malgré tout lors de la seconde guerre des Boers, l’artillerie britannique montre des insuffisances terribles face aux colons sud-africains qui disposent de matériels bien plus performants pour la plupart d’origine allemande, sans parler de leur tactique plus efficace, notamment la pratique du tir indirect. Les besoins en artillerie sont criants et les personnels instruits manquent. Par ailleurs, les personnels des artilleries sédentaires sont frustrés de ne pouvoir participer aux campagnes coloniales outre-mer, que ce soit au niveau de l’intérêt comme de l’avancement, à l’instar de leurs camarades des artilleries de campagne.

### La Royal Field Artillery
Elle a pour vocation à appuyer l’infanterie à raison de trois brigades par division, deux brigades de canons de campagne et une brigade d’obusiers. Chaque brigade de canon comprend trois batteries de six pièces alors que la brigade d'obusier ne comprend que deux batteries de six pièces.
Chaque brigade est désigné par un chiffre arabe.

### La Royal Horse Artillery
Elle a pour vocation d’appuyer la cavalerie à raison de deux brigades par division. La RHA représente l’élite de l’artillerie. Aucun officier n’y entre directement mais après six ans de service dans la RFA et à condition qu’il montre des qualités de cavalier accompli.
En 1914, elle est organisée en treize brigades numérotées de I à XIII de deux batteries à 6 pièces de13 pdr. chacune soit, au total, 26 batteries désignées par une lettre de A à Z. Les brigades et leurs batteries servent par tours de 3 ans en Grande-Bretagne (6) en Irlande  (1) et en Inde (6).
Ses effectifs varient peu compte tenu du rôle limité que la cavalerie joue dans le conflits. Ses batteries sont donc utilisées comme une artillerie de campagne normale.

### LaRoyal Garrison Artillery
Elle a pour vocation de mettre en œuvre tous les autres types d’artillerie, l’artillerie de forteresse et l’artillerie côtière qui sont très importantes pour la Grande-Bretagne, l'artillerie de siège et, pour ménager les cadres de la RGA, l'artillerie lourde de campagne et l’artillerie de montagne, ce qui leur permet de participer aux expéditions outre-mer et d’ouvrir des perspectives professionnelles.
La guerre des Boers a déjà donné un sérieux avertissement, confirmé par la guerre russo-japonaise quant à la constitution d’une artillerie lourde de campagne. Le défi consiste à transformer une artillerie de forteresse, de siège et côtière sédentaire, dont la mission est de défendre le territoire britannique en artillerie lourde de campagne mobile et mis à disposition du corps expéditionnaire éventuellement déployé sur le continent. Il s’agit de la structurer, de lui donner une doctrine et le matériel adéquat. C’est ce qu’on appelle dans les milieux autorisés « The Field Army Trend »

#### L'échec des deux brigades d'artillerie lourde de siège
En1903 est créée une brigade d’artillerie lourde de siège composée de trois compagnies de six canons de 60 pdr. Comme son nom l’indique, elle a un double rôle d’artillerie lourde de campagne et d’artillerie de siège. Elle est composée de batteries de siège qui tournent tous les trois ans afin de former le maximum de personnel. En cas de mobilisation, elle dérive, à partir des personnels déjà formés deux autres brigades de siège destinées à être projetées. En 1904, une deuxième brigade est créée mais sans lendemain.

#### La formation d'une brigade d'artillerie lourde spécifique
En 1907, il est décidé de créer une brigade d’artillerie lourde spécifique à la lumière des leçons tirées la guerre russo-japonaise. Cette brigade est testée lors de manœuvres autour de Clapham et une doctrine est construite à partir de ces résultats.

##### La doctrine d’emploi
La doctrine d’emploi de ces unités est élaborée avec beaucoup de soin. En effet, l’artillerie lourde nécessité par nature d’être employée en tir indirect. Aussi, un système élaboré d’observateurs avec un système de communication adéquat  est développé. Ces unités s’entrainent sur les rivages de la Manche, à Lydd en été. au Pays de Galles en hiver, dans des champs de tir spécialement acquis pour elles.
En 1913, l’ensemble des doctrines ainsi élaborées est coordonné avec la doctrine de l’artillerie de campagne pour assurer une homogénéité d’emploi.

## Une organisation de l’artillerie divisionnaire classique, pragmatique et bien adaptée
En principe chaque division d’infanterie reçoit trois brigades d’artillerie regroupées dans une artillerie divisionnaire (divisional artillery – DA), deux brigades de canons de campagne et une brigade d’obusiers. Chaque brigade dispose par ailleurs d’une colonne de munitions qui la ravitaille en munitions d’artillerie et qui transporte les munitions d’infanterie au profit de la division.
D’autres unités sont subordonnées en nombre variable au corps d’armée ou à l’armée soit pour être employées par ces niveaux soit pour être données en renfort aux grandes unités subordonnées.

### L'artillerie divisionnaire (DA)
L'artillerie divisionnaire comprend dans un premier temps un état-major commandé par une lieutenant-colonel.
À partir de mars 1916, la logistique est concentrée à son niveau. Elle dispose donc d'une colonne de munition divisionnaire qui regroupe les colonnes de munitions de brigade et qui est divisée en 4 sections correspondantes aux 4 brigades sous ses ordres
Elle comprend aussi, un certain nombre de brigades d'artillerie variable selon le type de division et selon le type d'artillerie;

### La brigade d’artillerie: échelon tactique et logistique
La brigade d’artillerie est un échelon à la fois tactique et logistique, tactique car il permet la répartition ou la concentration des feux et logistique car il gère tout le ravitaillement en munition, y compris ceux de l’infanterie.
| Type de brigade                  | Nombre de pièces | Officiers | Sous-officiers et militaires du rang | Chevaux de selle | Chevaux de traits | Voitures de transport de munitions | Bicyclettes |
| Artillerie de campagne (canon)   | 18               | 23        | 788                                  | 195              | 537               | 60                                 | 5           |
| Artillerie de campagne (obusier) | 18               | 22        | 734                                  | 190              | 502               | 57                                 | 5           |
| Artillerie à cheval              | 18               | 19        | 551                                  | 275              | 480               | 64                                 | 12          |
| Artillerie lourde                | 16               | 5         | 153                                  | 22               | 97                | 12                                 | 1           |

#### Les colonnes de munitions
Les colonnes de munitions ont pour mission de ravitailler la division en munitions d’artillerie et en munitions d’infanterie de petit calibre. Elles les reçoivent des dépôts de l’Army Service Corps pour les livrer aux combattants. Chaque batterie dispose normalement d’une section.
Chaque brigade d’infanterie détache un officier pour gérer la logistique des munitions. Le principe est celui de la logistique de l'avant, c'et à dire qu’aucune unité combattante n’ait à se retourner vers l’arrière pour recevoir ses munitions.
Sur le champ de bataille, les dépôts les plus avancés sont généralement situées entre 1 et 2 kilomètres en arrière des trains de combat des batteries.
Outre le fait qu’elles ravitaillent en munitions, elles fournissent aussi avec leur personnel les remplacements en effectif des pertes des batteries de l’avant.

##### Pour les brigades d’artillerie de campagne,
Elles sont commandées par un capitaine et comprennent 3 lieutenants et 158 hommes
Elles sont divisées en quatre sections, trois sections pour l’approvisionnement en obus d’artillerie de 13 ou 18 pdr. et pour les munitions d’infanterie de petit calibre et une section pour l’approvisionnement en obus d’artillerie lourde de 4.5 in. ou autre.

##### Pour les brigades d’artillerie montées
La colonne de munition de l’artillerie montée comprend 4 officiers, 214 hommes, 44 chevaux de selle, 228 chevaux de trait, 38 voitures de transport et 3 bicyclettes.

##### Pour les brigades d’artillerie lourdes
La colonne de munitions d’artillerie lourde ne comprend que deux sections.

### La batterie: unité de base de l’artillerie
La batterie est l’unité tactique de base de l’artillerie. Elle est commandée par un major. Au combat, le commandant de batterie est généralement situé auprès du commandant de l’unité appuyée qu’il conseille en matière de feux. Il délègue un capitaine ou un lieutenant pour préparer les tirs et donner des ordres à la batterie.
Elle se compose de trois parties ː

#### La batterie de tir chargée de délivrer les feux si possible à défilement (cf. La batterie)

##### Les observateurs et les liaisons chargés d’observer les tirs et de les régler
Les observateurs sont nécessaires pour pouvoir observer les tirs indirects qui sont désormais devenus la norme dans les artilleries du monde occidental. Il faut donc mettre en place des entre observateurs et batteries des liaisons spécifiques et stables. De même, à la fois pour des raisons tactiques et logistiques, des liaisons doivent être établies avec la brigade, les chefs de la grande unité et avec les services logistiques. Ces liaisons sont principalement téléphoniques et optiques.

##### Les trains de combats chargés de la logistique
Chaque batterie possède un train de combat où sont rassemblés une réserve en munition, les approvisionnements et les services nécessaires à l’administration et à la vie des hommes ainsi qu’à l’usage des chevaux et, pendant les combats, les chevaux et les arrières-trains. Seuls les avant-trains sont déployés avec les pièces.
La batterie peut être divisée temporairement et pour des raisons tactiques en deux sections distinctes de 2 ou 3 pièces commandée par un officier et elle peut même être employée pièce par pièce aux ordres d’un sergent.
A l’intérieur de la brigade, chaque batterie reçoit une lettre en fonction de son antériorité. Dans la plupart des brigades les batteries sont donc numérotées A, B, C ou D et lorsqu’elle est divisée en sous sections d’une pièce, chaque section reçoit une lettre de A à F.

##### Effectif et matériel
| Type de batterie                 | Nombre de pièces | Officiers | Sous-officiers et militaires du rang | Chevaux de selle | Chevaux de traits | Voitures de transport de munitions | Bicyclettes |
| Artillerie de campagne (canon)   | 6                | 5         | 194                                  | 20               | 163               | 12                                 | 1           |
| Artillerie de campagne (obusier) | 6                | 5         | 194                                  | 50               | 122               | 12                                 | 1           |
| Artillerie à cheval              | 6                | 5         | 199                                  | 102              | 122               | 38                                 | 3           |
| Artillerie lourde                | 4                | 5         | 153                                  | 22               | 97                | 12                                 | 1           |

#### L’artillerie dans les dominions
Les unités des dominions venues combattre sur le front européen (Australiens, Néo-Zélandais, Africains du Sud, Canadiens, Indiens, etc.) ont sensiblement la même organisation et les mêmes matériels que l’armée britannique. Toutefois, localement, elles conservent des matériels obsolescents.

#### La réforme Haldane de 1908 et l’adaptation de la réserve et de l’armée territoriale aux nouvelles structures.
En 1908, la réforme Haldane vise à associer la réserve et l’armée territoriale à l’effort pour faire de l’armée britannique un véritable corps expéditionnaire avec, en vue, une guerre sur le Continent. 14 nouvelles divisions d’infanterie sont donc créées. L’artillerie est réarticulée selon les trois branches RFA, RHA et RGA et attribué aux divisions à raison de trois brigades chacune, comme les brigades d’active. Toutefois, la brigade d’obusiers ne comprend que deux batteries. Par ailleurs, la division des Highlands (numérotée 51 en 1914)  ne comprend que deux brigades de la RFA et reçoit une brigade d’artillerie de montagne provenant de la RGA.
Parallèlement, 14 brigades de cavalerie sont créées. Chacune d’entre elle reçoit une batterie de réserve ou de l’armée territoriale de la RHA.
Enfin, six batteries lourdes et 96 compagnies d’artillerie de garnison (réduite par la suite à 76) comprenant l’artillerie de forteresse et l’artillerie côtière sont créées pour la RGA.

#### Une doctrine essentiellement tournée vers l'appui de l'infanterie et dont les missions se diversifient
En principe l’artillerie de campagne a pour rôle essentiel d’appuyer l’infanterie. Cela comporte, dans l'attaque, un appui feu pour favoriser la progression de l'infanterie et dans la défense, participer au freinage ou à un coup d’arrêt contre les troupes adverses. Cet appui dans l'attaque comme dans la défense deviennent nécessairement plus compliqué avec l'avènement d'une guerre de tranchée massive. En outre, l'artillerie se découvre des missions qui la concernent en propre et qui ne sont plus en relation directe avec l'infanterie, notamment les missions de contre-batterie, pour neutraliser l'artillerie adverse et de destruction des infrastructures de défense (tranchées, souterrains, abris divers), de commandement, (postes d'observations, postes de commandement,...) ou logistiques (dépôts, points de concentration, itinéraires...).

### 1914, une artillerie qui montre des qualités indéniables mais aussi sa rareté
Lors du premier engagement du British Expeditionnary Force - BEF, la bataille de Mons, le 23 août 1914, l’artillerie joue un rôle primordial et fait montre de qualités professionnelles remarquables témoin les trois Victoria Cross attribuées à cette occasion aux membres de la batterie L du RHA.
Toutefois, les unités d’active et leur efficacité ne sont qu’un vernis qui cache de profondes pénuries.

#### Des matériels performants mais trop peu nombreux
En août 1914, les six premières divisions déployées sur le continent sont organisées en deux corps d’armée. Elles ont une artillerie divisionnaire à trois brigades telle que prévu par le tableau d’effectif et d’équipement. Une batterie d’artillerie lourde de la RGA est ajoutée à chacune d’entre elle. Toutes les brigades d’active sont équipées de matériel récent adopté entre 1904 et 1906 pour se remettre à niveau par rapport aux autres artilleries européennes, le canon de campagne QF 18-pdr et l’obusier BL 4.5 in pour la RFA, le canon de campagne QF 13-pdr pour la RHA et le canon lourd BL 60-pdr pour la RGA.

##### L'artillerie de campagne

###### Le canon de campagne de 18 livres (84mm) à tir rapide (Quick Fire, 18 pounders - QF 18-pdr.)

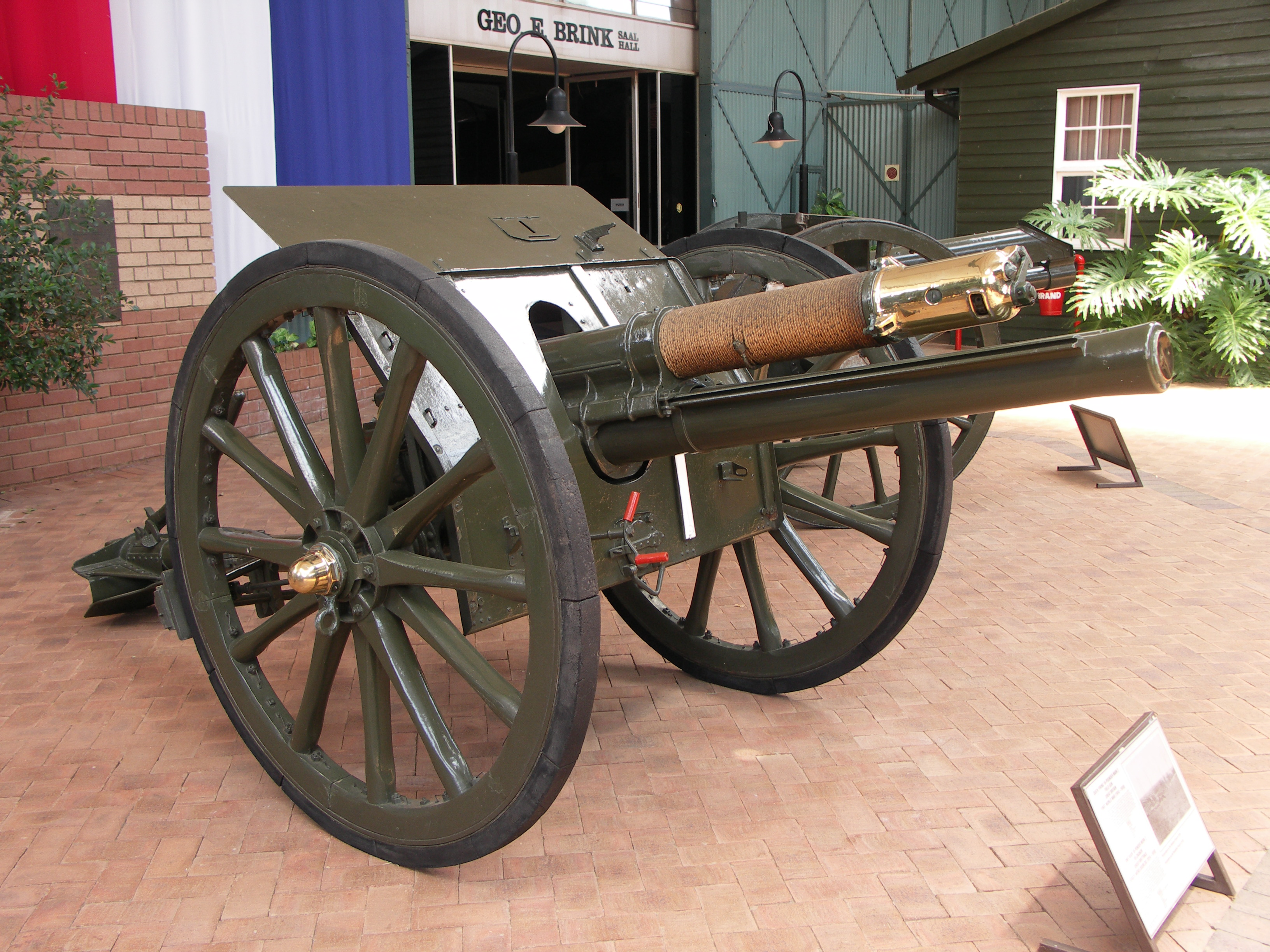

Le canon de campagne de 18 livres est le canon standard de l'artillerie de campagne britannique pendant toute la Première Guerre mondiale. Son calibre et le poids de sa munitions sont supérieurs à ceux de ses concurrents français et allemands. Il est principalement hippotracté. Les premières versions sont introduites en 1904.

###### L'obusier de 4,5 pouces (114mm) à tir rapide (Quick Fire 4.5 inches – QF-4.5 in.)

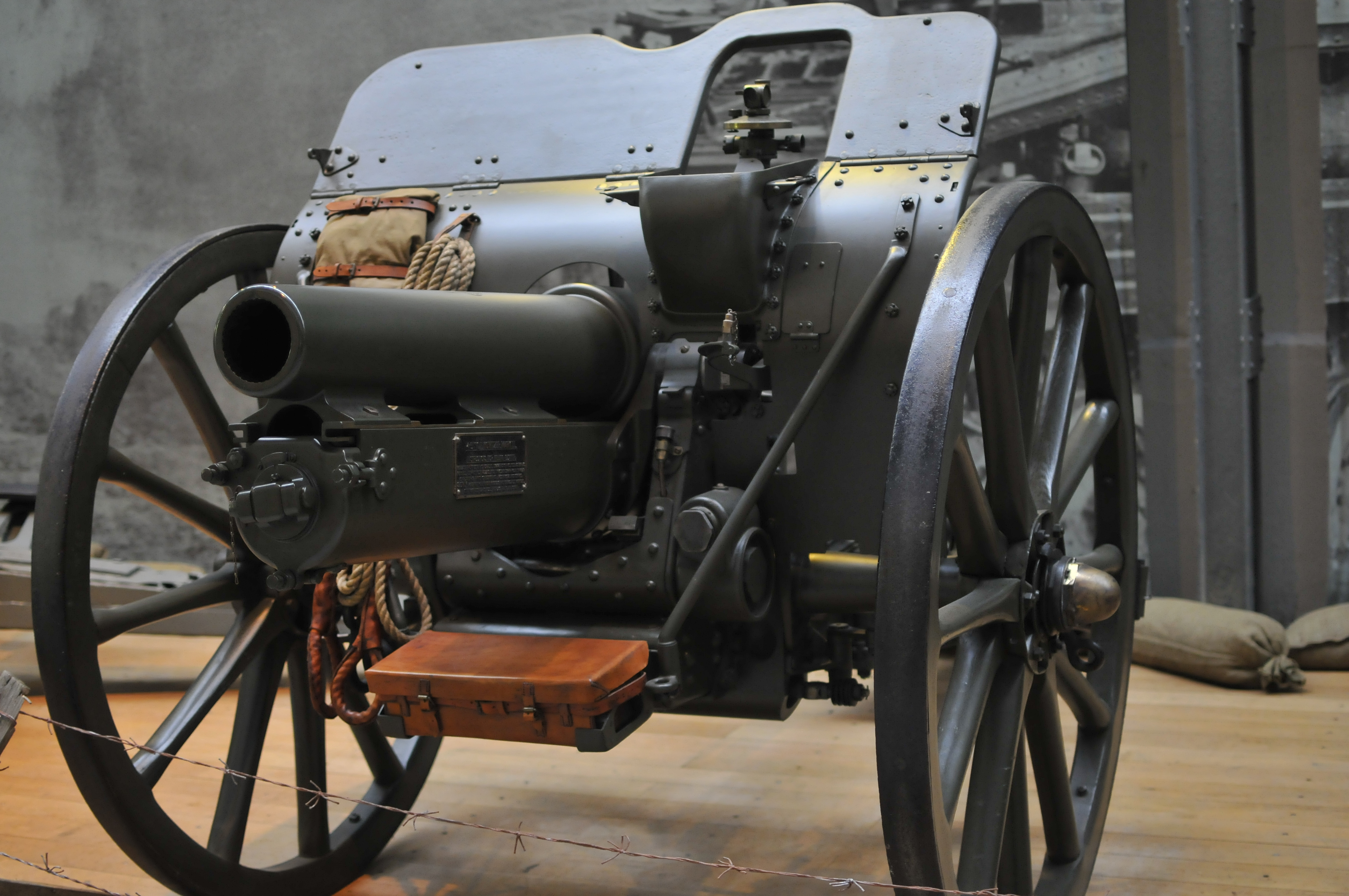

###### Le canon de campagne de 13 livres (76,2mm) à tir rapide (Quick Fire, 13 pounders - QF 13-pdr.)

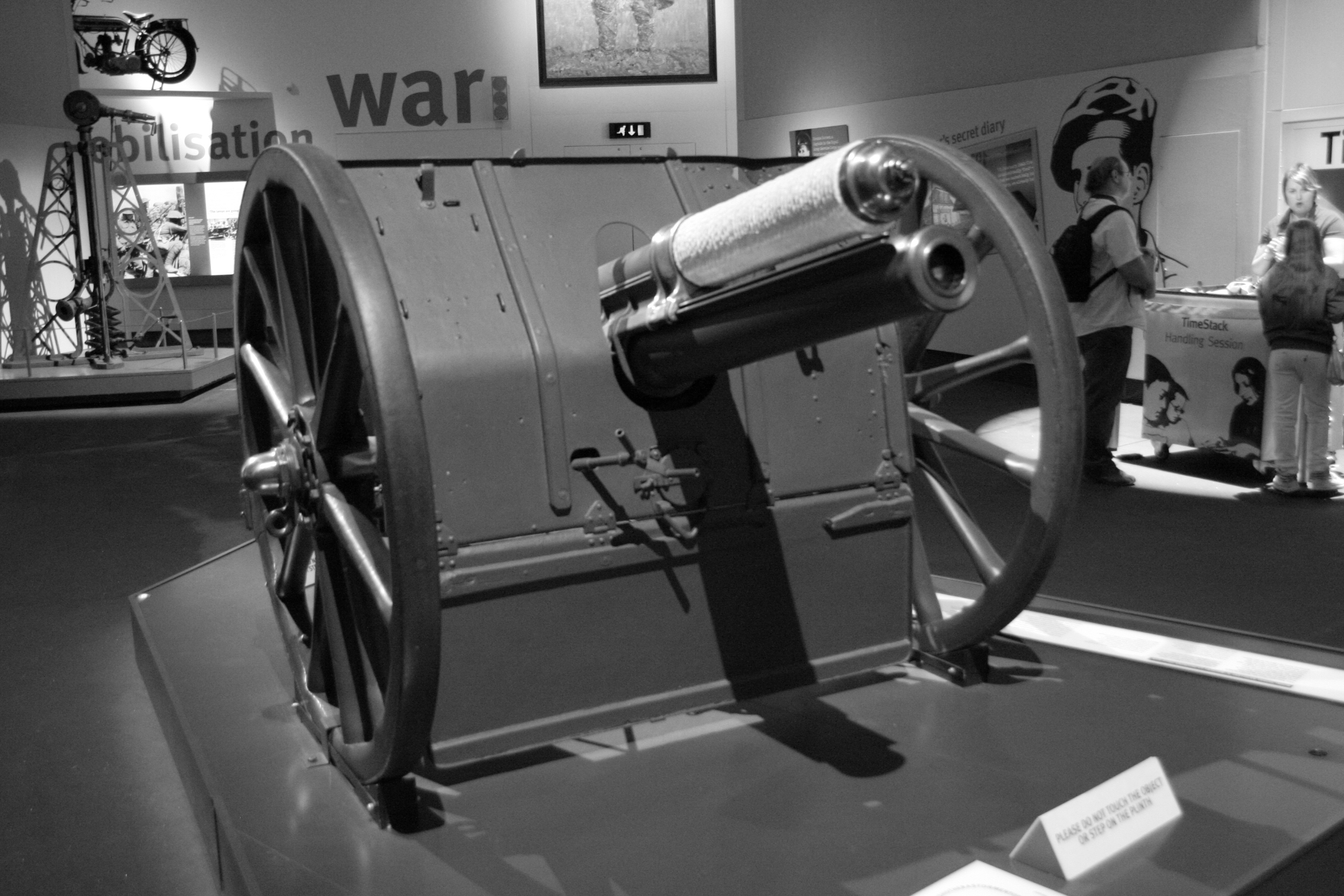
Un des canons de 13 pounders de la batterie L de la Royal Horse Artillery qui s'illustre à la bataille de Mons et dont les personnels reçoivent trois Victoria Cross à la suite de ses exploits. Le canon est désormais exposé au Imperial War Museum North de Salford.

#### Des matériels de substitution dépassés
Pour équiper les nouvelles unités mobilisées pour partir sur le continent, les arsenaux sont obligés de racler les fonds de dépôts et de ressortir des pièces datant de la fin du XIXe siècle. C’est ainsi que réapparaissent des matériels obsolètes, un peu comme les matériels de Bange ou Lahitolle dans l’armée française. Ces matériels ayant révélés déjà leur insuffisance pendant la guerre des Boers, ils correspondent d'autant moins aux besoins contre les Allemands.

##### Le canon à tir rapide de 12 livres (76,2mm) (Quick Fire 12 pounders – QF 12 pdr.)

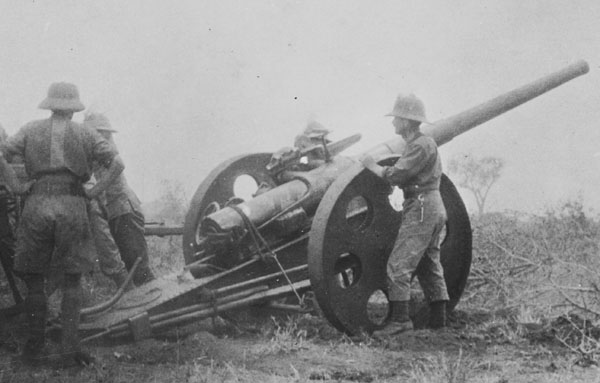

Le canon de campagne QF 12 pdr. est un canon de marine qui, à cause de la pénurie de munitions lors du débarquement des Dardanelles est débarqué des bateaux pour servir de canon de campagne.

##### Le canon à chargement par culasse de 15 livres (76,2mm) (Breech Loading 15 pounders -BL 15pdr.)

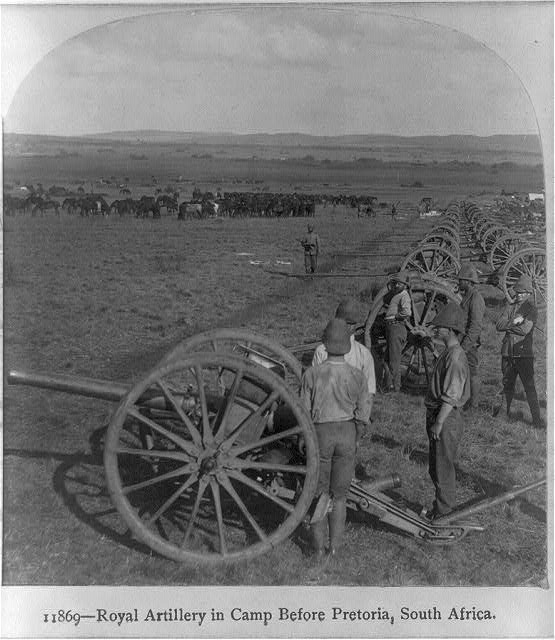

##### Le canon à chargement par culasse de 12 livres (76,2mm) (Breech Loading 12 pounders – BL 12 pdr. cwt 3)

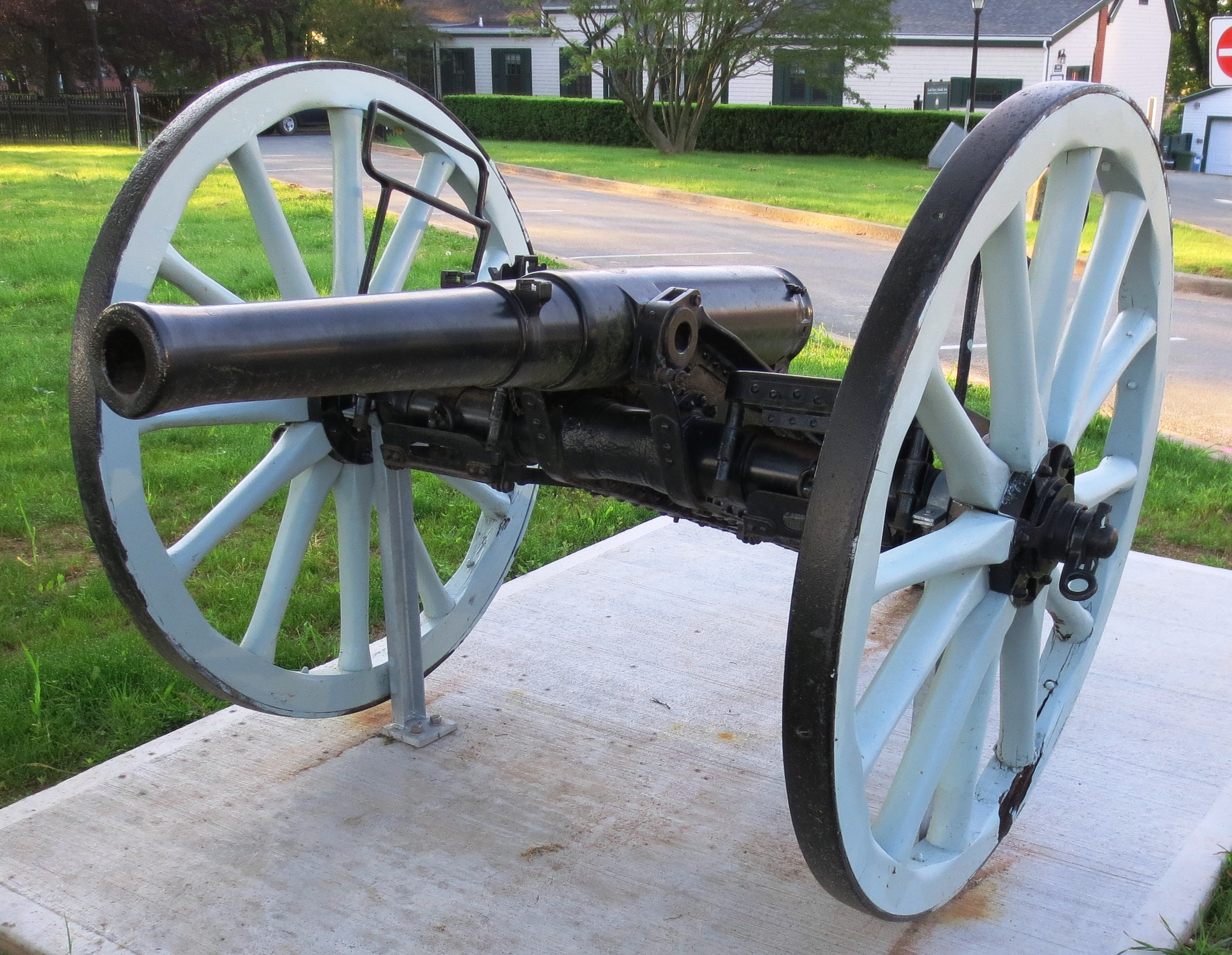

##### Le canon à tir rapide de 15 livres dit «Ehrardt» (76,2mm) (Quick Fire 15 pounders – QF 15 pdr. «The Ehrardt»)

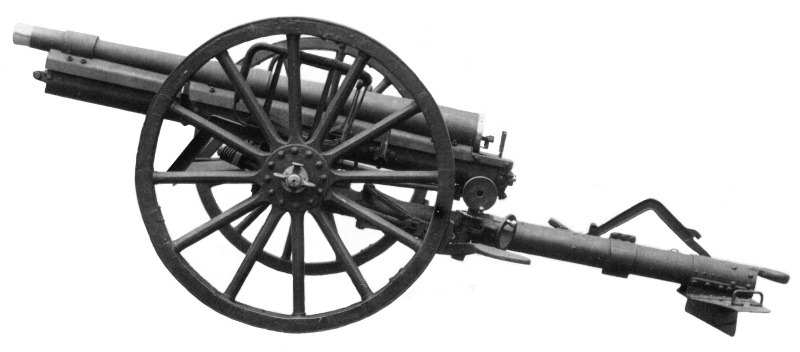

Au début du siècle, l’armée britannique s’aperçoit qu’elle n’est plus à la page en matière de matériel, en raison de ses déconvenues lors de la guerre des Boers et du développement d’une artillerie performante en Allemagne et en France. Elle achète donc en secret des matériels allemands chez Ehrardt aujourd’hui Rheinmetall, pour disposer d’un matériel à tir rapide et à lien élastique long.

##### Le canon à chargement par culasse de 15 livres converti (76,2mm) (Breech Loading Converted 15 pdr. – BLC 15 pdr.)

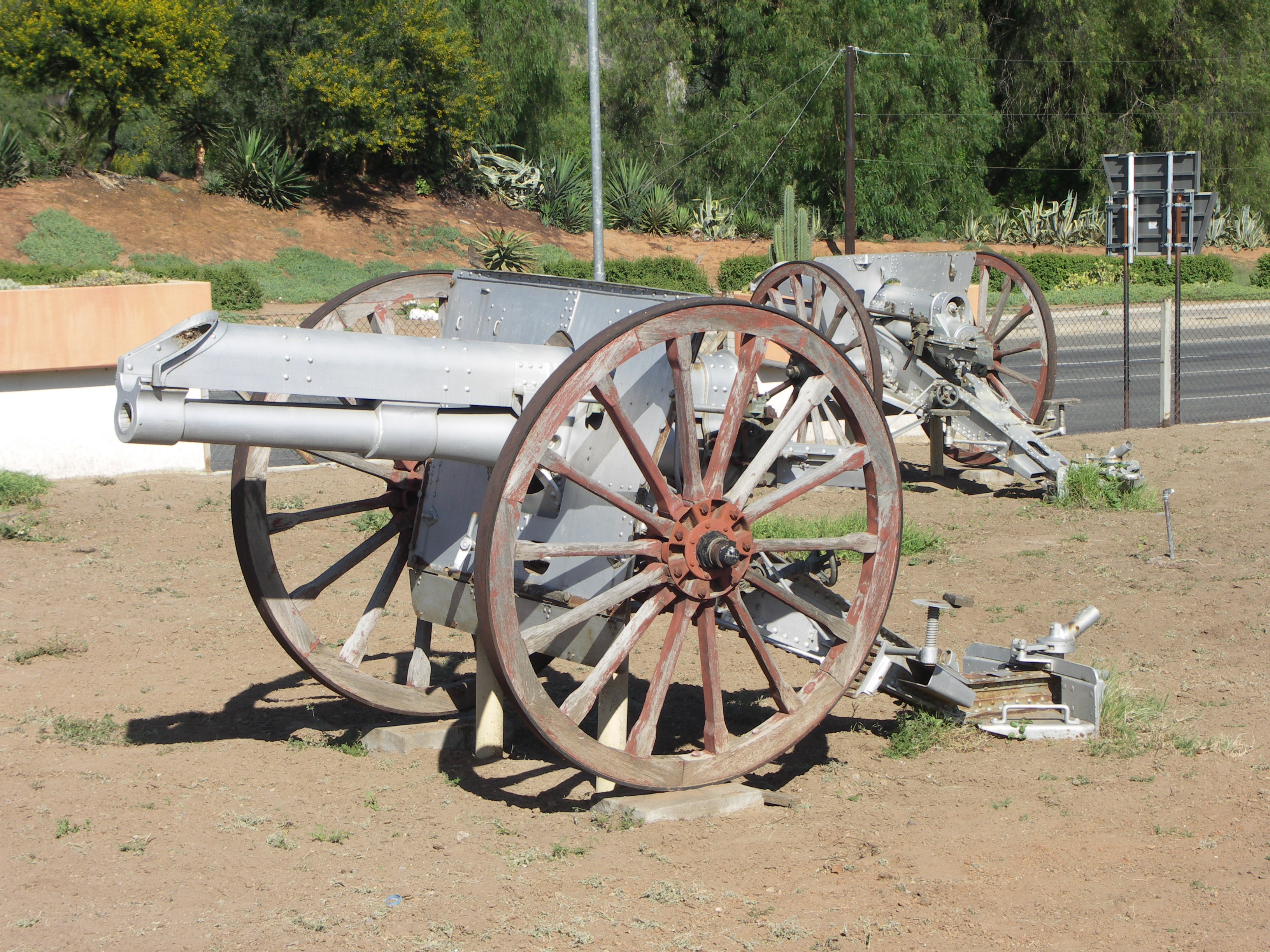

Lors de la réforme Haldane, il n’y a pas assez de canons modernes pour équiper les nouvelles unités créées. Aussi, l’armée décide d’équiper les unités de réserve et de l’armée territoriale d’un modèle de canon obsolète modernisé, le BLC 15 pdr. Petit à petit, le BLC 15 pdr est remplacé par le 18 pdr Mk1.
| Type              | Année | Calibre en mm | Angle max. (deg.) | Débattement max. | Poids (kg) | Poids de la munition (kg) | Vo max. (m/s) | Portée max. |
| 12 pdr. 6cwt Mk 4 | 1900  | 76,2          | 16                | 0                | 910        | 5,7                       | 483           | 5485        |
| 13 pdr. Mk 1      | 1904  | 76,2          | 16                | 8                | 1014       | 5,7                       | 510           | 5390        |
| 15 pdr. Mk 1      | 1901  | 76,2          | 16                | 6                | 1030       | 6,4                       | 760           | 5850        |
| 18 pdr. Mk 1      | 1904  | 84            | 16                | 8                | 1279       | 8,4                       | 492           | 5975        |
| How. 4.5 in. Mk 1 | 1904  | 114           | 45                | 6                | 1365       | 15,9                      | 307           | 6675        |

##### Le canon lourd de 60 livres (127mm) à chargement par la culasse (Breech Loading 60 pounders – BL 60-pdr.)

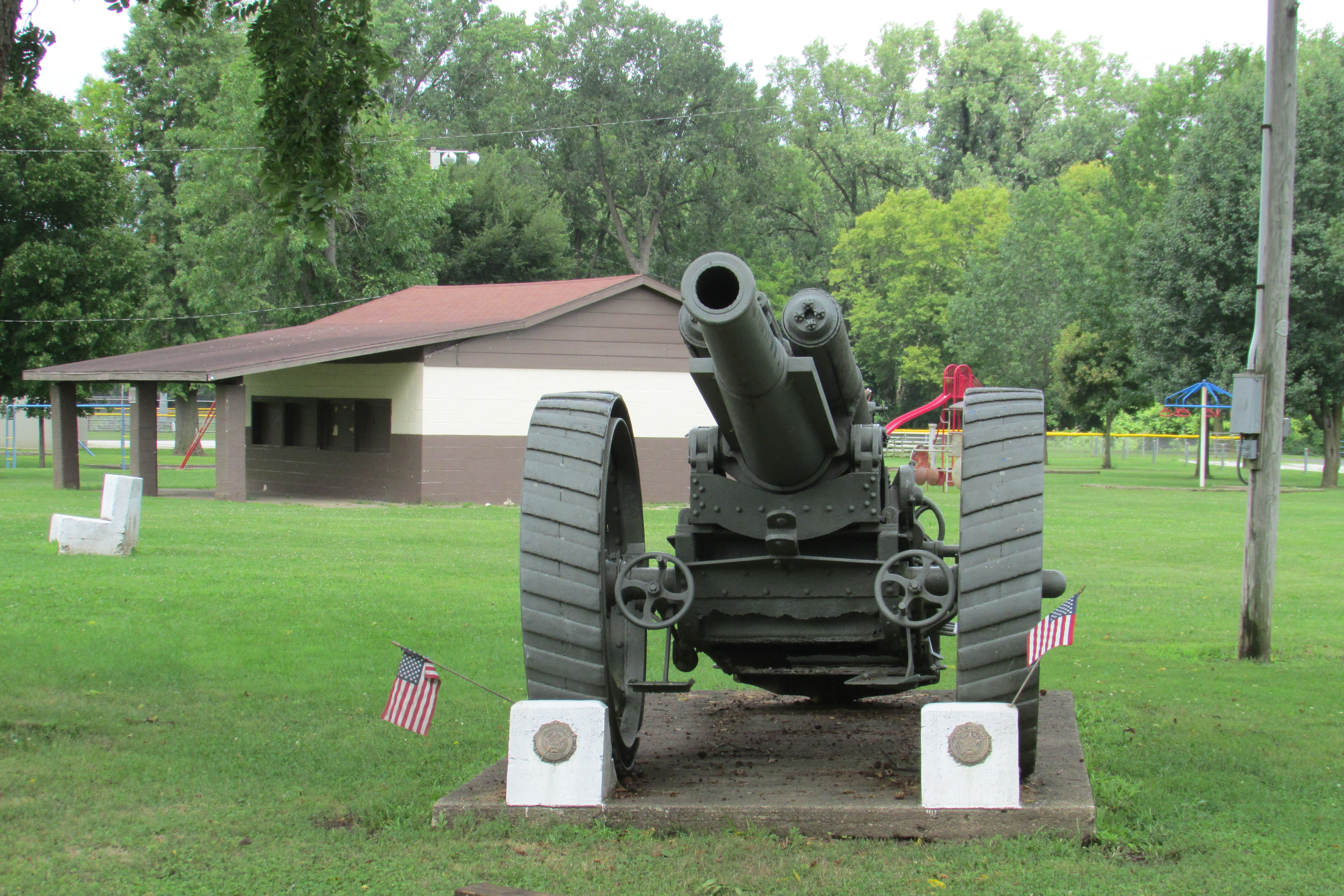

##### Le canon à chargement par culasse de 6 pouces (152mm) Mk.VII (Breech Loading 6 inches Mk.VII gun- BL-6 in. Mk.VII)

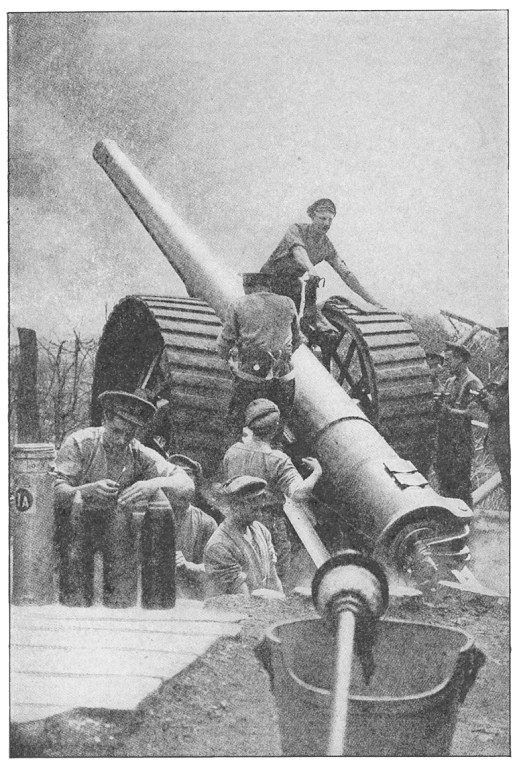

##### Les obusiers de 8 pouces (203mm) Mk. I à V (8 inches howitzers Mk.I-V - 8 in. MkI-V howitzers)̈

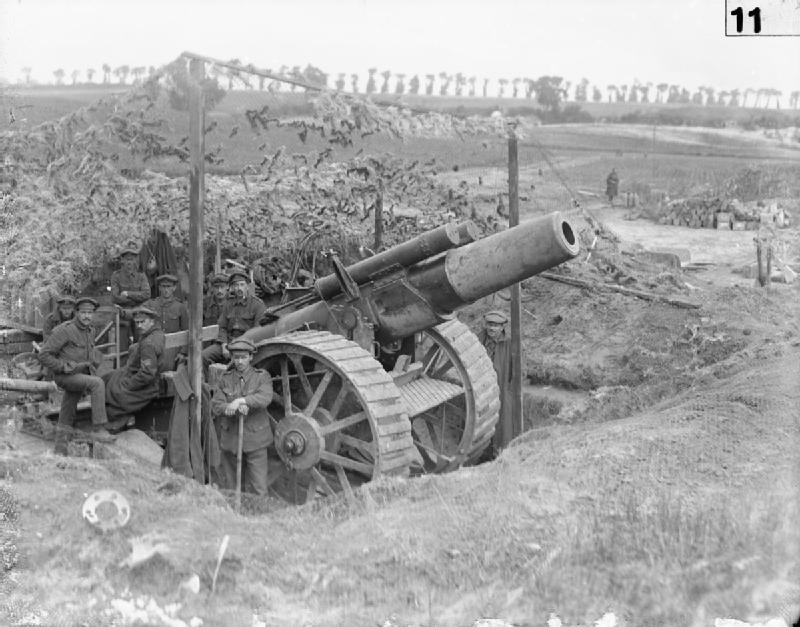

##### L'obusier à chargement par culasse de 9.5 pouces (240mm) Mk.1 de siège (Breech Loading 6 inches. 30 cwt siege howitzer- BL 6 in. 30 cwt)

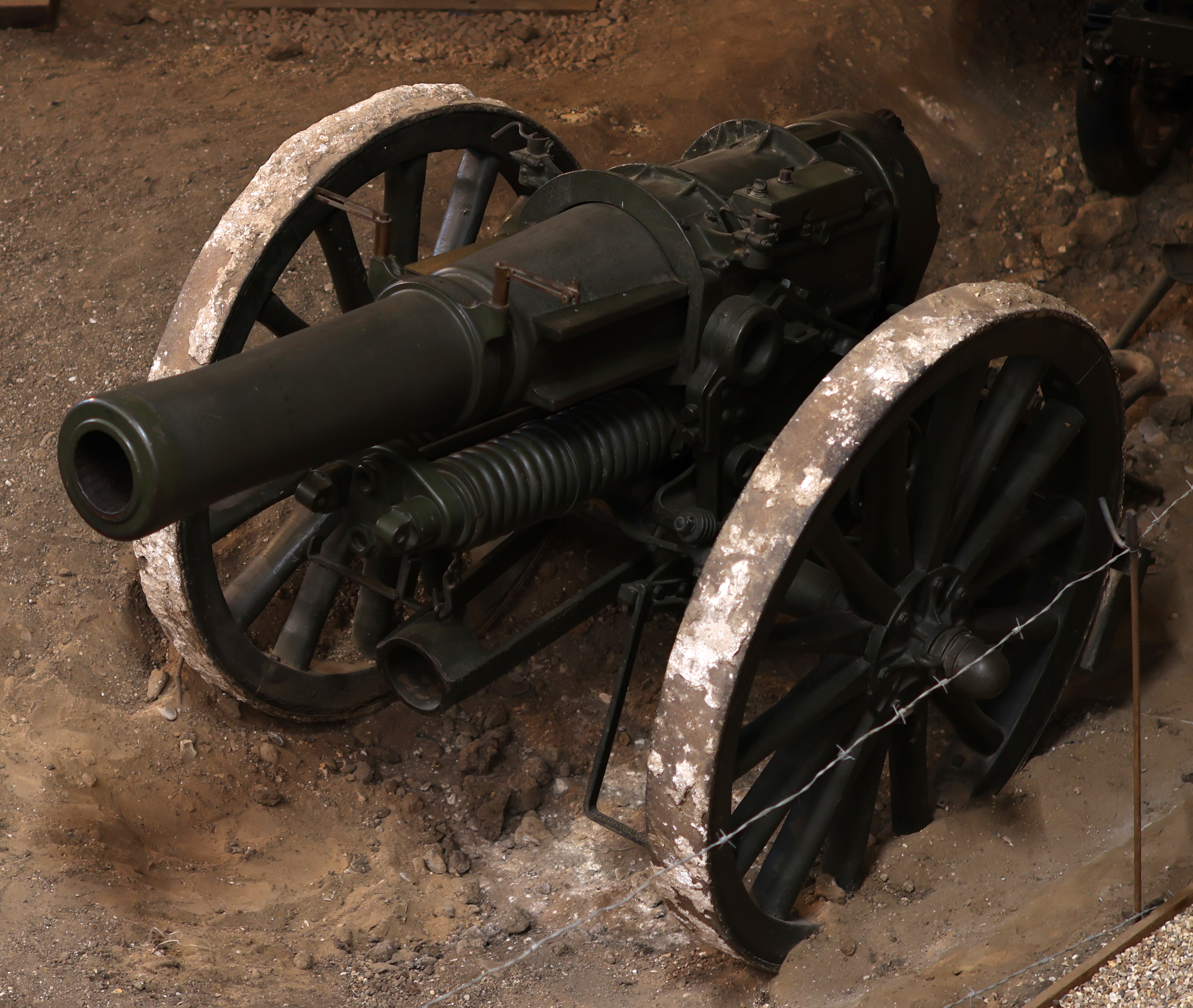

##### Le canon de siège à chargement par culasse de 6 pouces (152mm) (Breech Loading 6 inches siege gun- BL 6 in. siege gun)

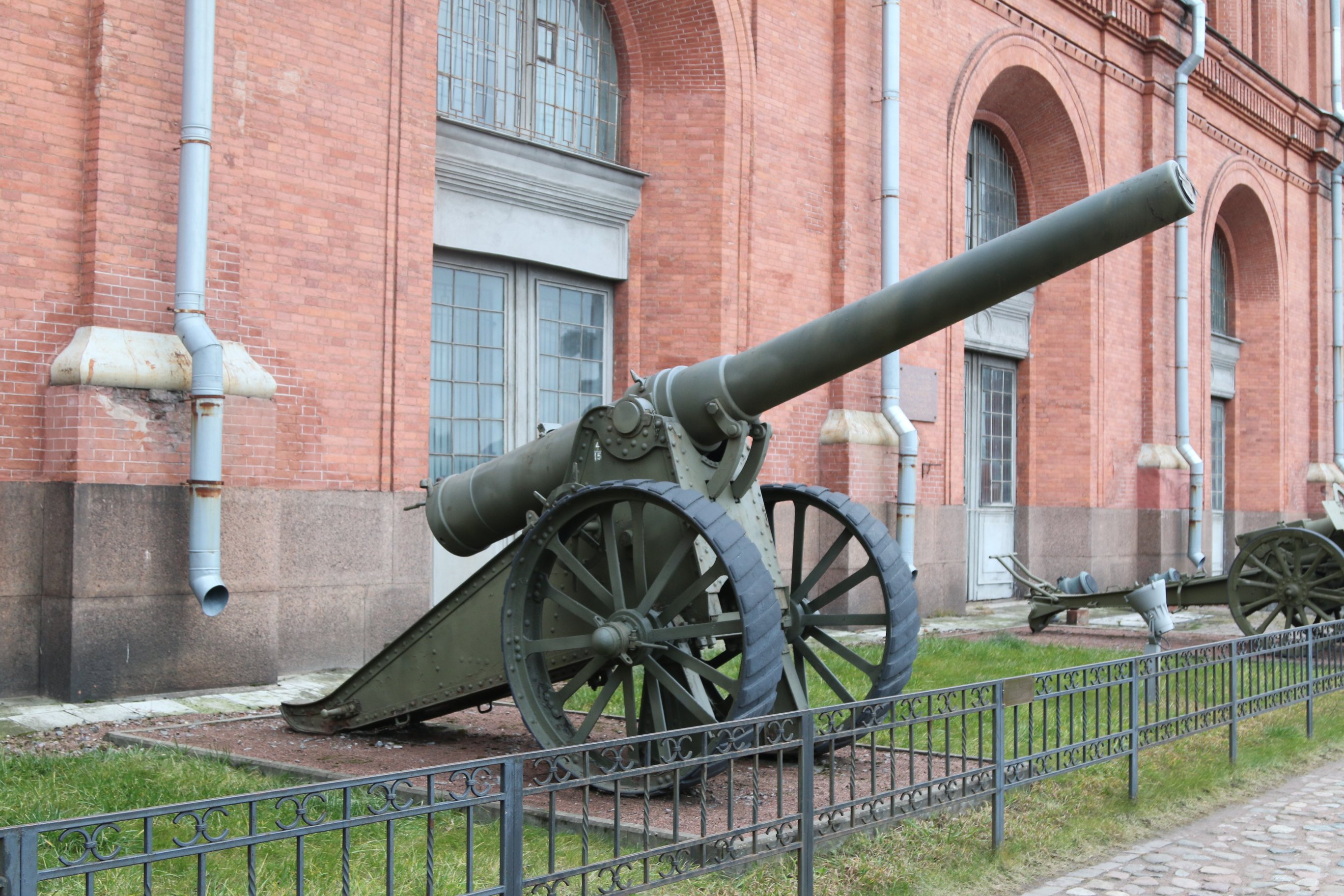

##### L'obusier de siège à chargement par culasse de 9,2 pouces (233mm) Mk. I et II (Breech Loading 9.2 inches siege howitzer Mk. I, II- BL-9.5 in. Mk.I, II)

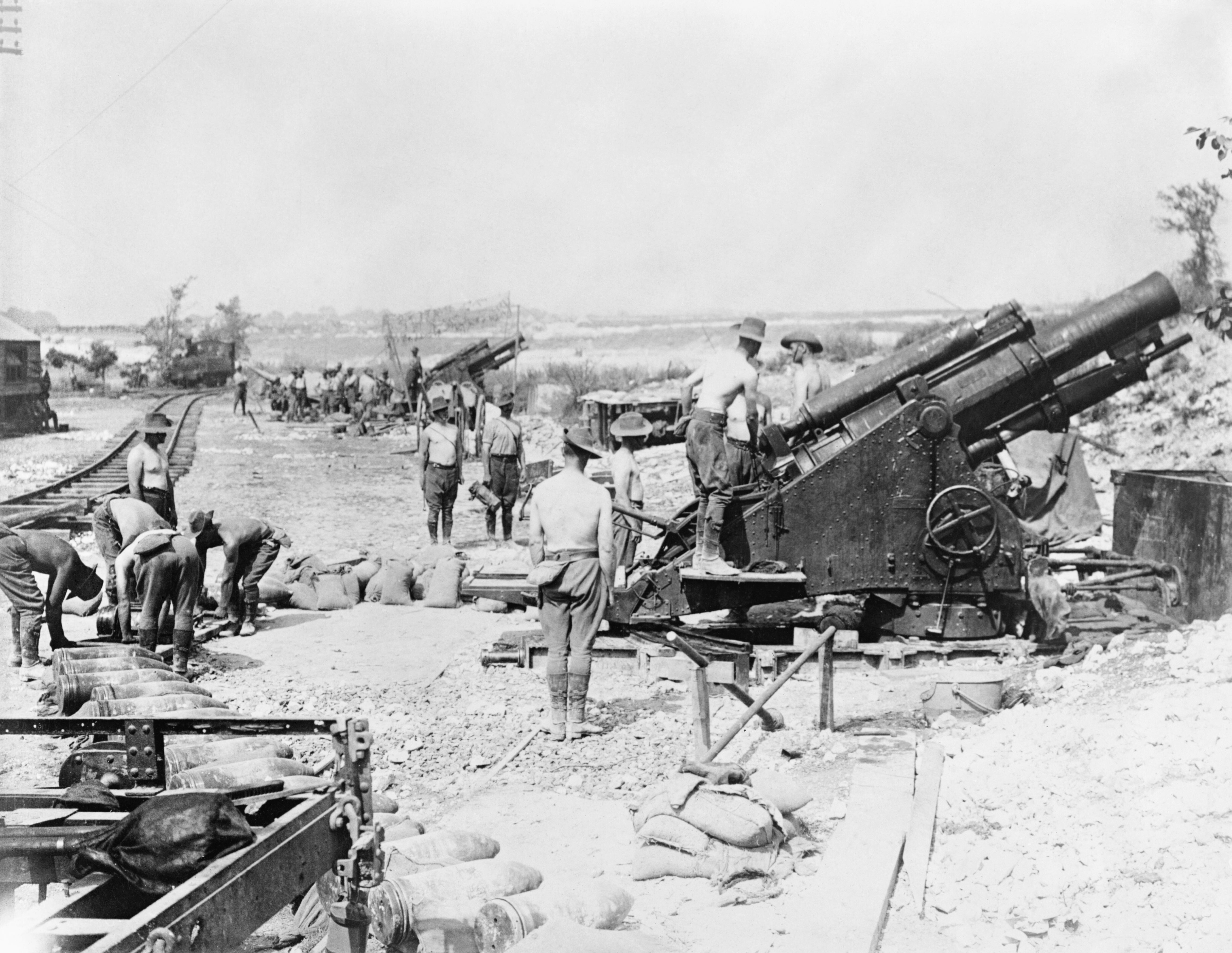

##### L'obusier de siège à chargement par culasse de 9.5 pouces (240mm) 30 cwt Mk.1 (Breech Loading 9.5 inches siege howitzer Mk.1- BL-9.5 in. Mk.1)

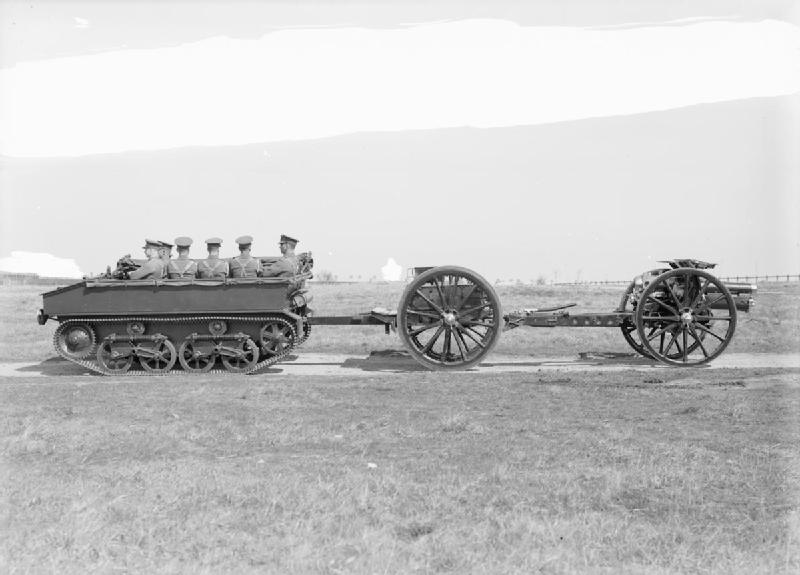

##### L'obusier de siège à chargement par culasse de 15 pouces (381mm) (BL-15 inches siege howitzer)

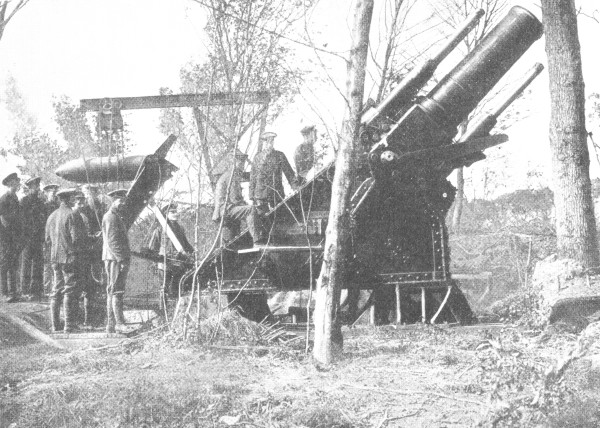

## Lors du conflit, vers une production de masse et la construction d'une artillerie lourde robuste

### À la suite d'une crise qui gagne tous les belligérants en 1915, le rôle et l'emploi de l'artillerie a besoin d'une réforme
À partir de l'automne 1914, la guerre de tranchée oblige à une révision globale de la stratégie et des moyens d'action de l'artillerie qui, elle même, entraîne des moyens en partie différents.

#### Une réduction des capacités des batteries
La pénurie de pièces oblige l'armée britannique, à l'instar des Français et des Allemands, de déployer des pièces d'artillerie obsolètes et de réduire le nombre de pièces à 4 au lieu de 6 dans les batteries de tir.
La deuxième vague de divisions envoyée sur le continent n’a plus qu’une seule brigade de RHA et deux brigades de RGA équipées de canons de campagne anciens. La troisième vague, elle, n’est plus soutenue que par trois brigades de trois batteries de RFA à quatre pièces chacune.
Des commandes sont passées à l'étranger et notamment aux Etats-Unis pour pallier ces carences. Un certain nombre de matériels ou de procédés français sont aussi adoptés.

#### Un changement drastique dans les missions
En 1914, l'artillerie est employée en appui direct de l'infanterie en défense ou en attaque dans des conditions de tir proche de celles du tir direct. Elle tire sur l'ennemi qui se dévoile au devant du front. Le renseignement dans la profondeur n'est pas nécessaire. Avec la guerre de tranchée ses conditions d'emploi changent drastiquement.
De 1915 à 1916, l'artillerie est là pour préparer l'assaut de l'infanterie par des bombardements massifs des lignes ennemies afin de les neutraliser et de les détruire. La bataille de la Somme nécessite ainsi une préparation d'artillerie de plusieurs jours. Les évènements montrent que non seulement l'ennemi n'est pas neutralisé mais encore qu'il peut exercer une résistance sérieuse contre l'infanterie qui attaque et qui ne peut conquérir qu'un terrain limité. Les tirs sont inefficaces car le nombre d'objectifs à traiter et trop important et le feu fini par se diluer. Il faut donc changer le mode d'emploi de l'artillerie
De 1916 jusqu'en 1918, l'artillerie sert alors à détruire les communications et les batteries adverses en tir de contre-batterie dans la profondeur. Elle doit donc se doter de moyens de repérages et de pièces à longue portées. Elle laisse l'appui feu à courte portée à l'infanterie. Dans l'offensive, elle délivre des barrages roulants au plus près des vagues d'assaut de l'infanterie afin d'éliminer les obstacles comme les réseaux de barbelés et d'aveugler l'ennemi. Au plan commandement, la concentration des feux est vitale. La division perd son autonomie de commandement des feux qu'elle laisse au niveau corps d'armée voire armée. Le grand risque, ce sont les tirs fratricides. Pour éviter cela, il faut une coordination étroite entre les fantassins, les artilleurs, les aviateurs et bientôt les tankistes. Cette coordination ne peut s'obtenir qu'à l'aide de réseaux de communication étoffés fondés sur des réseaux téléphoniques et radios abondants.
Naturellement, une telle augmentation du volume de feu entraîne la nécessité d'étoffer et donc de réorganiser la logistique des munitions.

#### Une inclusion de l'artillerie dans la réflexion stratégique et tactique et dans la chaîne de commandement
Le document de base de la doctrine de l'artillerie est le manuel "Field Service Regulations" de 1909. L'ultime niveau opérationnel de l'artillerie est la division. Chaque armée et corps d'armée dispose d'un Commander Royal Artillery (CRA), officier général d'artillerie, dont le rôle est essentiellement consultatif car non prévu dans la chaîne de commandement. La coordination entre l'artillerie et l'infanterie n'est pas vraiment formalisée. En outre, la dispersion et l'autonomie des centres de décisions créent une confusion qui pose des problèmes aux niveaux supérieurs à la division.Cette carence est résolue par la grande réforme de 1916 qui fait monter la coordination au niveau corps d'armée et qui inclut totalement le CRA dans la planification et la conduite des opérationʃs.

#### Une réorganisation des colonnes de munitions
En 1916, les colonnes de munitions qui sont autonomes au niveau de la brigade d'artillerie sont désormais concentrées au niveau divisionnaire qui en prend le contrôle et qui diversifie leur emploi.

#### Une amélioration de la formation du personnel et de la standardisation de la doctrine
L'artillerie nécessite du personnel plus formé que dans l'infanterie. D'une part, il faut reformer les cadres qui n'ont aucune expérience du type de combat mené. D'autre part, avec l'afflux des ressources humaines des réserves, de l'armée Kitchener puis de la conscription, il est nécessaire d'activer une fonction instruction particulièrement solide. Tout cela doit être fondé à la fois sur les derniers enseignements tirés des combats, des expérimentations préalables et sur des centres d'instruction nombreux.

### Une production de munitions très réactive et une diversification
Au départ, l'artillerie de campagne est exclusivement dotées d'obus antipersonnel type "̽shrapnel" destinés  à traiter l'infanterie lors de la guerre de mouvement; Lorsque le conflit évolue vers la guerre de tranchée, les munitions se diversifient vers le HE (High Explosive) tout en gardant des obus "shrapnel" en majorité dans leurs magasins. La production s'oriente aussi, mais marginalement, vers la fabrication d'obus spéciaux comme les obus chimiques, fumigènes ou éclairants.
Par ailleurs, comme tous les pays belligérants, la Grande-Bretagne se retrouve surprise par la durée de la guerre et connaît une pénurie de munitions dès le début de l’année 1915.Or, les calibres particuliers adoptés par l'artillerie britannique interdisent toute coopération avec les producteurs d'autres nations. Eclate alors ce que l’histoire appelle le scandale des munitions.
Les industries des Midlands sont très rapidement mobilisées. Un flux logistique en direct avec le front est organisé entre les usines et les batteries pour ravitailler les combattants en temps réel par la voie ferrée, normale puis métrique et de 0,60 m. Pendant toute la guerre, près de 50 millions de tonnes de munitions sont fabriquées et envoyées sur le front

#### Le développement de nouvelles pièces d’artillerie de campagne
L’essentiel des pièces d’artillerie britanniques sont produites par les industries d’Etat, en l’occurrence, l’arsenal de Woolwich à côté de Londres.
Les producteurs privés qui ont déjà pignon sur rue en matière d’artillerie de marine sont mis à contribution : Vickers, Armstrong & Whitworth, etc. pour aider à leur production ou produire des pièces spécialisées. Les fabricants de locomotives sont mobilisés pour concevoir et construire différents affuts et châssis.
De nouveaux constructeurs sont mobilisés et apportent à la fois leur imagination et leur savoir-faire : Stokes, .

### Des créations nécessaires

#### La motorisation de l'artillerie de campagne et de l'artillerie lourde
Les efforts pour motoriser l'artillerie de campagne sont très laborieux. Envisagée dès l'année 1858, la motorisation n'a pas convaincu en 1914. Une Commission du Transport Mécanisé (Motorised Transport Committee) a été créée au début du siècle mais elle peine à s'imposer. Seuls, des trains blindés développés pour la guerre des Boers en 1901-1902 ont été construits par Fowler. Des essais sont menés en juillet 1914 pour tracter une batterie de canons Ehrardt avec des camions, sans résultats. Les camions et véhicules à moteur sont confiés à l'Army Géneral Service Corps.
À partir de 1915, l'Etat britannique achète comme les Français des tracteurs Holt à chenille venu des Etats-Unis et destinés à tracter les canons de 6 pouces, les obusiers de 6, de 8 et de 9,2 pouces, Des camions provenant de la Four Wheel Drive Auto Company sont expérimentées pour tracter des canons de 6 inches. Toutefois, dans l'ensemble, la motorisation de l'artillerie de campagne n'est pas prête d'être mise en œuvre dans l'artillerie britannique avant la fin de la guerre. Elle reste donc largement hippomobile.

#### La création d’une artillerie de tranchée
A l'origine il n'y a pas d'unités de mortiers de tranchées prévues dans l'armée britannique. En décembre 191̇̇5, le haut commandement décide que les mortiers légers seront attribués à l'infanterie au niveau du bataillon alors que les mortiers moyens et lourds sont attribués à  l'artillerie de campagne (̈RFA).

##### Missions
Les batteries de mortiers de tranchées sont utilisés à la fois dans des missions offensives et défensives. Elles peuvent être utilisées pour la neutralisation de mitrailleuses ou de tireurs d'élite, jusqu'à participer aux feux coordonnés de barrage. Les mortiers lourds sont utilisés pour casser les réseaux de barbelés ou dans tous les cas où l'artillerie de campagne ne peut pas être mise en œuvre.

##### Armement
À la bataille de Neuve-Chapelle et de la crête d'Aubers, quarante mortiers français de 15, 22, 27 ou 32 mm du modèle 1838 ou 1839 à poudre noire, réputés à tort, napoléoniens et connus sous le nom de "Toby mortar" sont utilisés par l'artillerie britannique.
En décembre 1914, douze mortiers de 3.7 pouces sont déployés en France mais sont victimes d'explosions prématurées.
Pour faire face, de nombreuses initiatives sur le terrain sont prises pour fabriquer tout type d'armes plus dangereuses les unes que les autres. La production de mortiers de 1.̈7 pouce, de 2 pouces et de 4 pouces est lancée mais les armes comme les munitions arrivent au compte goutte sur le terrain.
L'arrivée du mortier de ̇3 pouces Stokes d'une grande simplicité et de production facile débloque la situation à la mi-1915. Ils sont déployés en masse lors de la bataille de Loos en septembre 1915.
Les Toby mortars

Le mortier de 1,77 pouce

###### Le mortier de 2 pouces

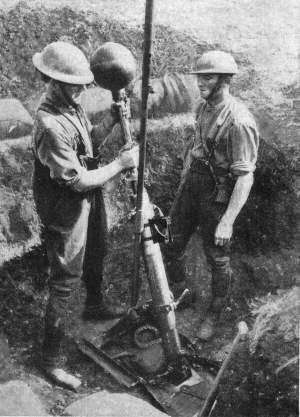

###### Le mortier de 3 pouces Stokes

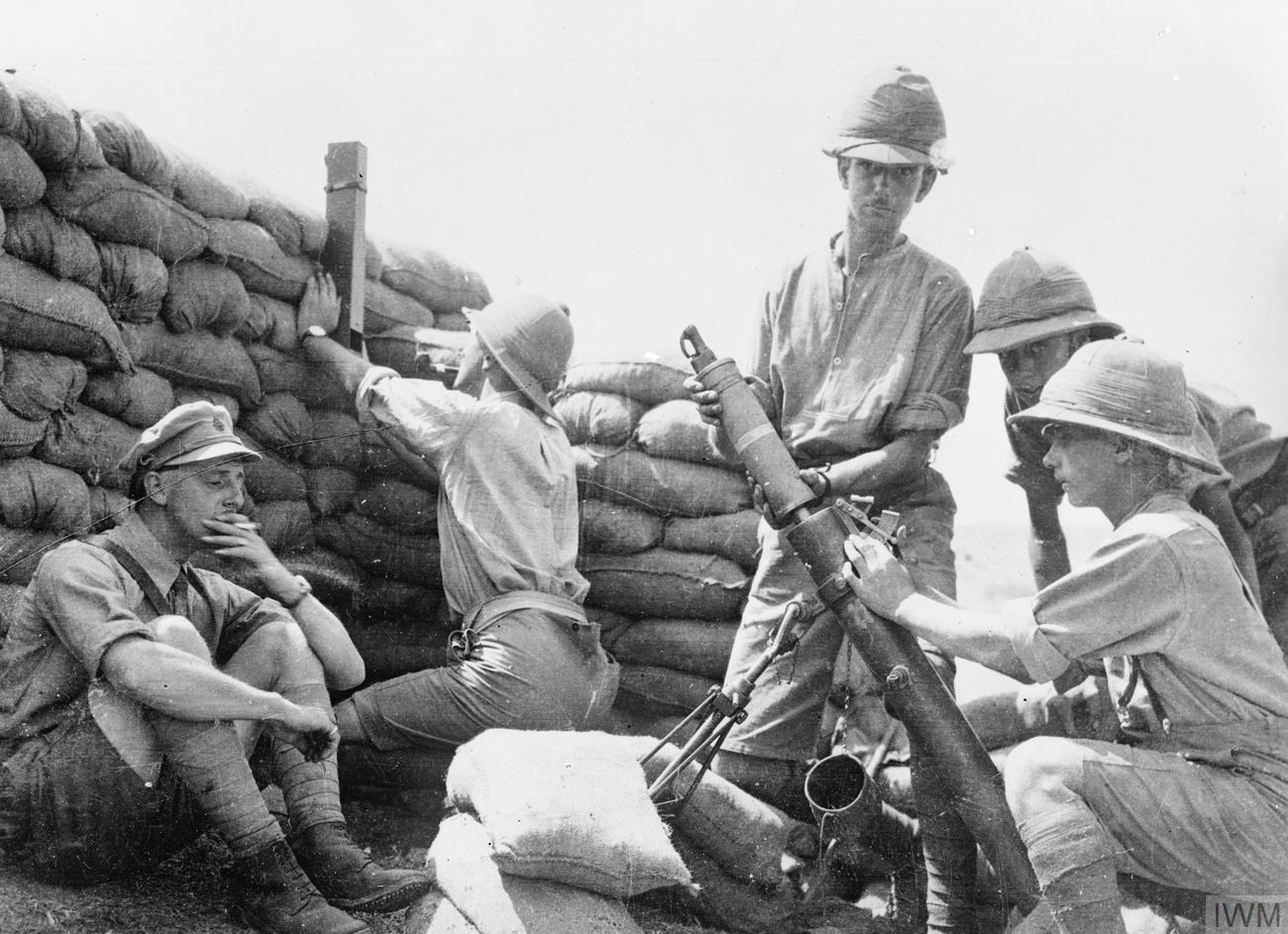

###### Le mortier lourd de 4.5 pouces

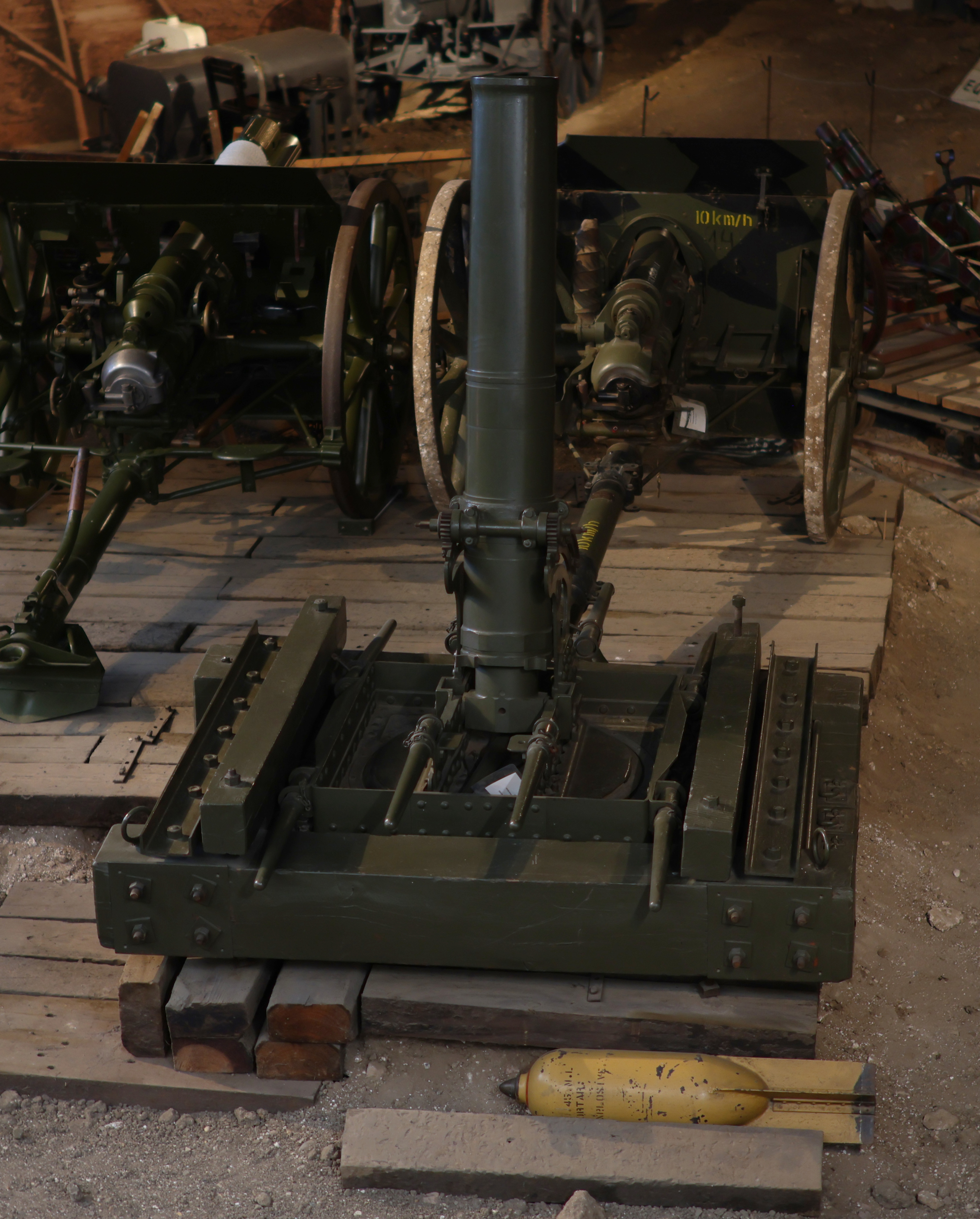

##### Organisation
Dès 19̈14, la création de batteries de mortier est laissée à l'initiative locale à partir de troupes d'infanterie, d'artillerie et du génie.
En mars 1916, les mortiers légers d'infanterie sont placés sous le commandement de la brigade d'infanterie alors que les mortiers moyens et lourds attribués à l'artillerie passent sous le commandement de l'artillerie divisionnaire. Chaque division reçoit un officier chargés de la mise en œuvre des mortiers, Un insigne particulier est attribué au personnel. Chaque division dispose de trois batteries moyennes désignées par les lettres X, Y et Z et une batterie lourde désignéee par la lettre V. Pour les distinguer, le numéro de la brigade est rajouté. V.24 signifie donc la batterie de mortiers lourds de la 24e brigade.
61 batteries de mortiers à 4 pièces sont créées, chaque division reçoit 6 batteries de mortiers légers, deux batteries de mortiers moyens et une batterie de mortiers lourds. En mai 1916, il est décidé que les mortiers standards seront de trois types, les légers avec le Stokes de ̽3 pouces, les moyens avec les mortiers de 2 pouces puis ceux de 6 pouces Newton et les lourds avec les mortiers de 9.45 pouces. En 1918, chaque division dispose de 24 mortiers Stokes, 12 mortiers moyens et un nombre variable de mortiers lourds.
Les batteries sont organisées comme suit :
- Batterie de mortiers de tranchée légers (Light Trench Mortar Battery) dont la mise en œuvre est laissée à l'infanterie comprend deux sections de 4 mortiers Stokes. Ses effectifs comprennent 3 lieutenants, 2 sergents, 8 caporaux 32 militaires du rang.

- Batterie de mortiers de tranchée moyens (Medium Trench Mortar Battery comprend deux sections de 4 pièces. Ses effectifs comprennent 1 capitaine, 2 lieutenants, 2 maréchaux-des-Logis, 8 brigadiers, 32 militaires du rang,

- Batterie de mortiers de tranchée lourds (Heavy Trench Mortar Battery) comprend 4 pièces de 4.5 pouces. Elle compte 1 capitaine, 2 lieutenants, 3 maréchaux-des-Logis, 8 brigadiers, 47 militaires du rang dont 3 téléphonistes, 2 ordonnances, 1 commis d'administration, 1 cuisinier et 3 serveurs.

Chaque armée possède un centre d'instruction, la première à Saint-Venant, la deuxième à Berthen et la troisième à Saint-Pol-sur-Ternoise.

#### Le développement d’une artillerie lourde
Avec la guerre de tranchée, l'artillerie lourde à grande puissance, selon l'expression française consacrée, se développe. De 1914 à 1918, l'artillerie lourde passe de 32 batteries à 117, l'artillerie de siège de 6 à 401.
Le matériel provient de deux sources, soit des canons de marine recyclés, soit des pièces de conception spécifiques.

##### L'artillerie lourde de campagne
L'artillerie lourde de campagne n'évolue pas beaucoup en dehors de la construction d'un grand nombre de pièces pour équiper un nombre croissant d'unités.

###### BL 9.2-inch (233 mm) railway gun

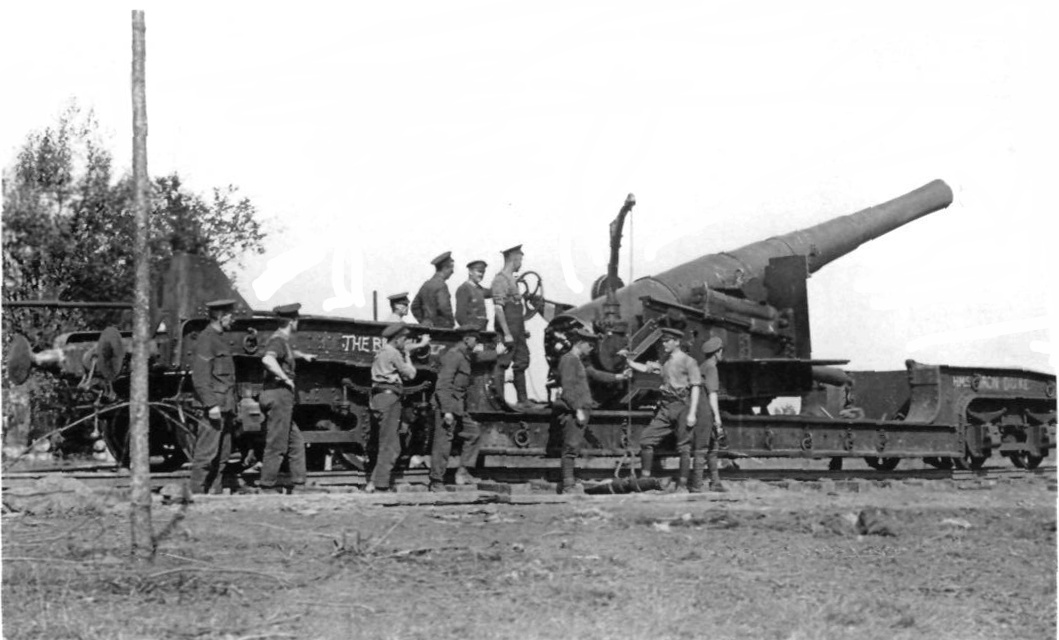

###### BL 12-inch (304 mm) railway gun

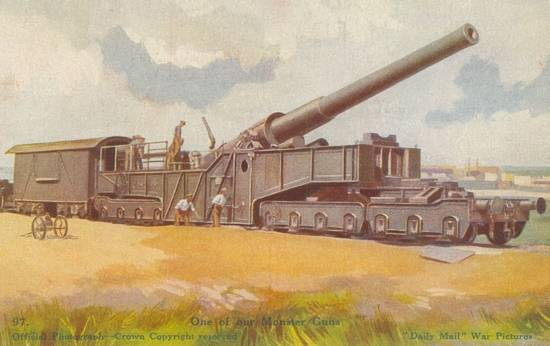

###### BL 12-inch (304 mm) railway howitzer

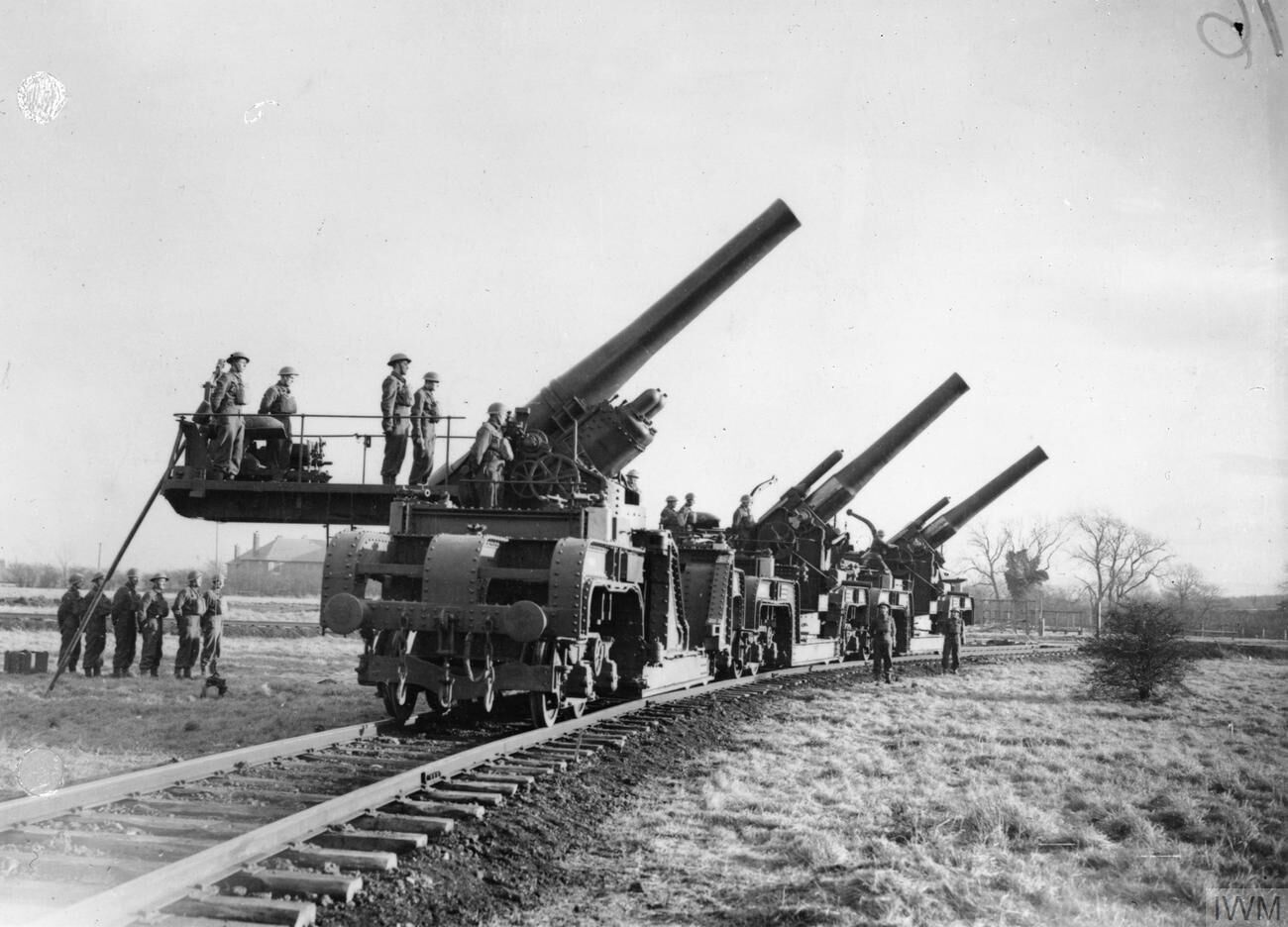

##### BL 14-inch (355 mm) railway gun

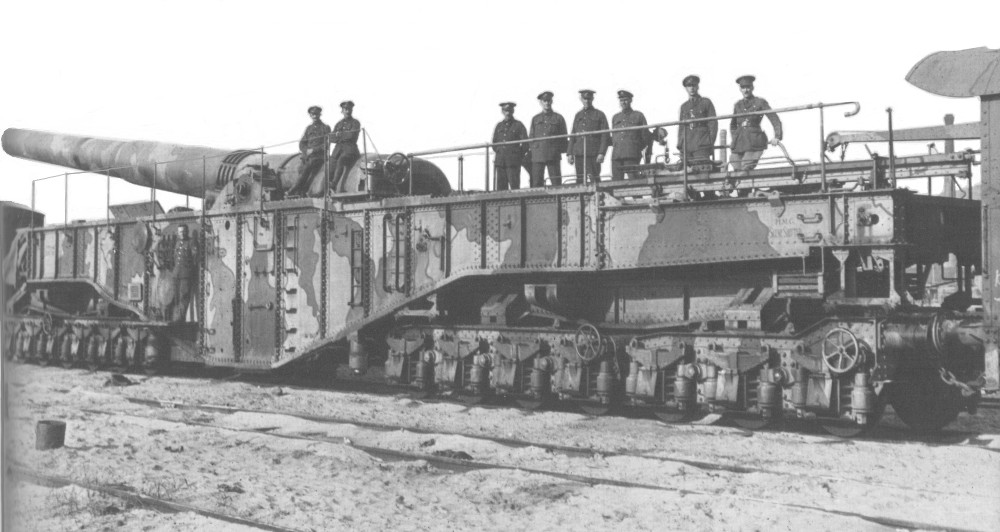

## Une artillerie qui évolue mais qui est écartée de certaines innovations

### La lutte contre avion au départ ignorée devient essentielle
Dans l'avant-guerre, la lutte contre l'aviation n'est pas prise en compte par l'armée de terre. C'est la Royal Navy qui a reçu la mission de protéger les points sensibles de Londres et a entamé un programme d'équipement autour de deux canons, l'un de 3 pouces, l'autre de 4. Elle a créé à cet effet un corps à partir de sa réserve, le Royal Navy Volunteers Reserve Anti-aircraft (RNVR AA). 30 canons sont disposés autour de ces points sensibles, dotés de projecteurs à acétylène notamment contre les Zeppelins. Des canons anciens sont utilisés pour couvrir les autres installations sensibles de la Royal Navy.

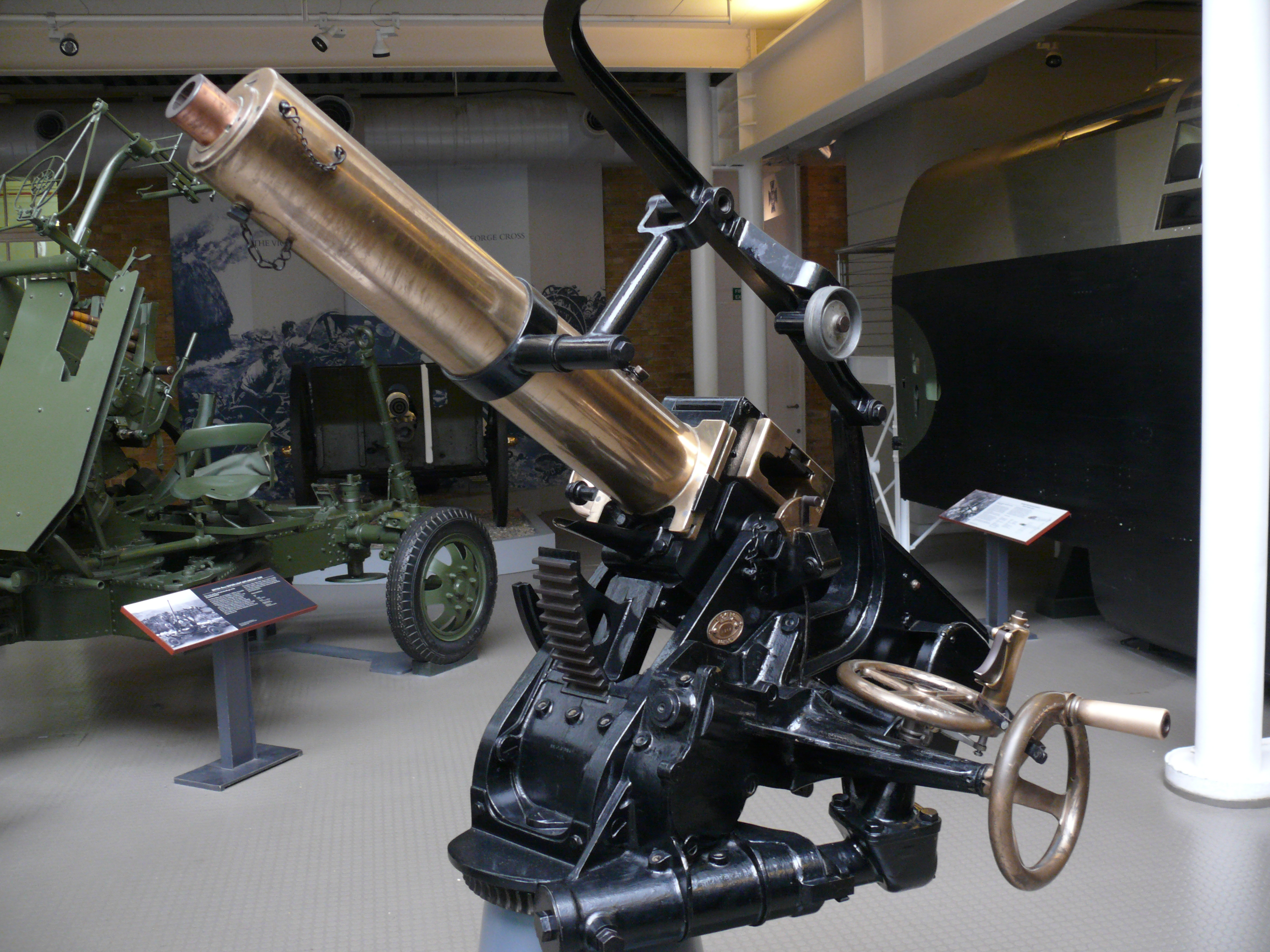
Canon Vickers Pompom antiaérien de 1,46 inches à l'Imperial War Museum de Londres.

#### Au départ, la mise en œuvre d'expédients
Le War Office se voit confier la défense anti-aérienne dès le début de la guerre et crée à cette effet des sections d'artillerie antiaérienne à partir d'unités de la RGA avec, pour ambition de doter chaque division d'une section. Cet objectif n'est atteint qu'en 1916. En novembre 1914, six sections sont formées sur la base de deux canons Vickers Pompom de1-pounder (1.46 inch - 37 mm), commandées par un capitaine. La première débarque en France en septembre 1914 mais le canon de 1-pounder s'avère inadapté. Toutefois, la 2e section du Lieutenant Hogg obtient son premier succès contre un avion le 23 septembre 1914.

#### Une adaptation des canons de campagne à la lutte antiaérienne
Des essais sont alors effectués pour adapter les canons de campagne de 13 et de 18-pounder et une version du Mk 3 QF 13 pounder entre en service en 1915 et reste en service jusqu'à la fin de la guerre. Monté sur un camion Peerless, Une version du 18-pounder est essayée avec son tube chemisé pour accepter l'obus du 13-pounder. Elle devient le modèle de canon antiaérien standard employé en France sous le nom de 13-pounder 9-cwt. Leurs obus sont des shrapnells avec une fusée à temps. Leur portée va jusqu'à 5700 m. Par ailleurs, les sections utilisent aussi le canon de 75 mm français dont elles sont dotées à raison d'un total de 40 pièces. Le RNVR AA Londres reçoit lui-aussi du matériel français

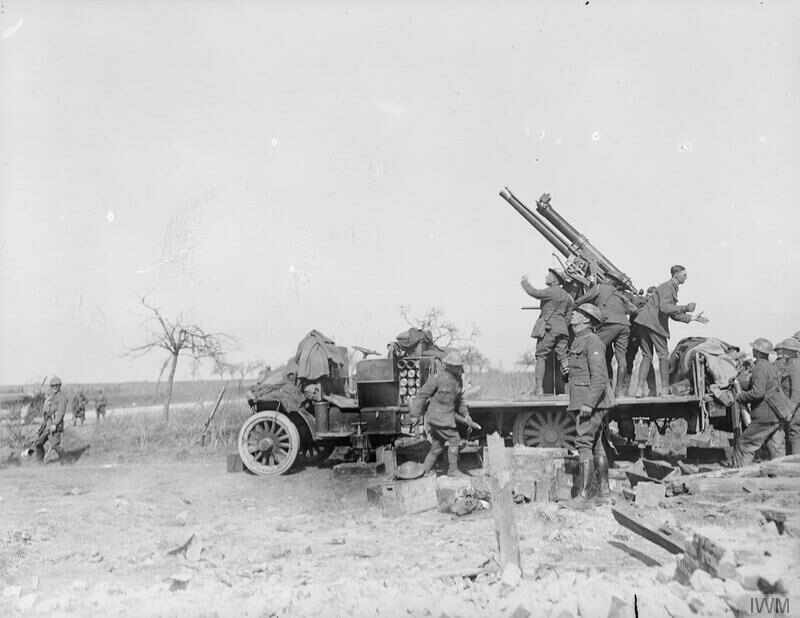
Canon de 13 pounder 9cwt antiaérien sur châssis de camion Peerless 1918

.

#### Des besoins croissants en matière de lutte antiaérienne
Les besoins en moyens antiaériens deviennent croissants. En 1915, l'état-major général exige 15 autres sections pour couvrir les voies de communication. En juillet 1916, deux sections de projecteurs mises en œuvre par les Royal Engineers sont déployées dans la région de Saint-Omer. En août 1915, il y a 13 sections antiaériennes en France. En octobre, toutes les pièces sont regroupées en batteries de 4 pièces auxquelles sont données des dénominations par lettres. En novembre, un spécialiste de la lutte antiaérienne est détaché à chacun des états-majors d'armée. La défense antiaérienne est, par ailleurs, renforcée autour des centres industriels de Birmingham, Coventry et Sheffield.

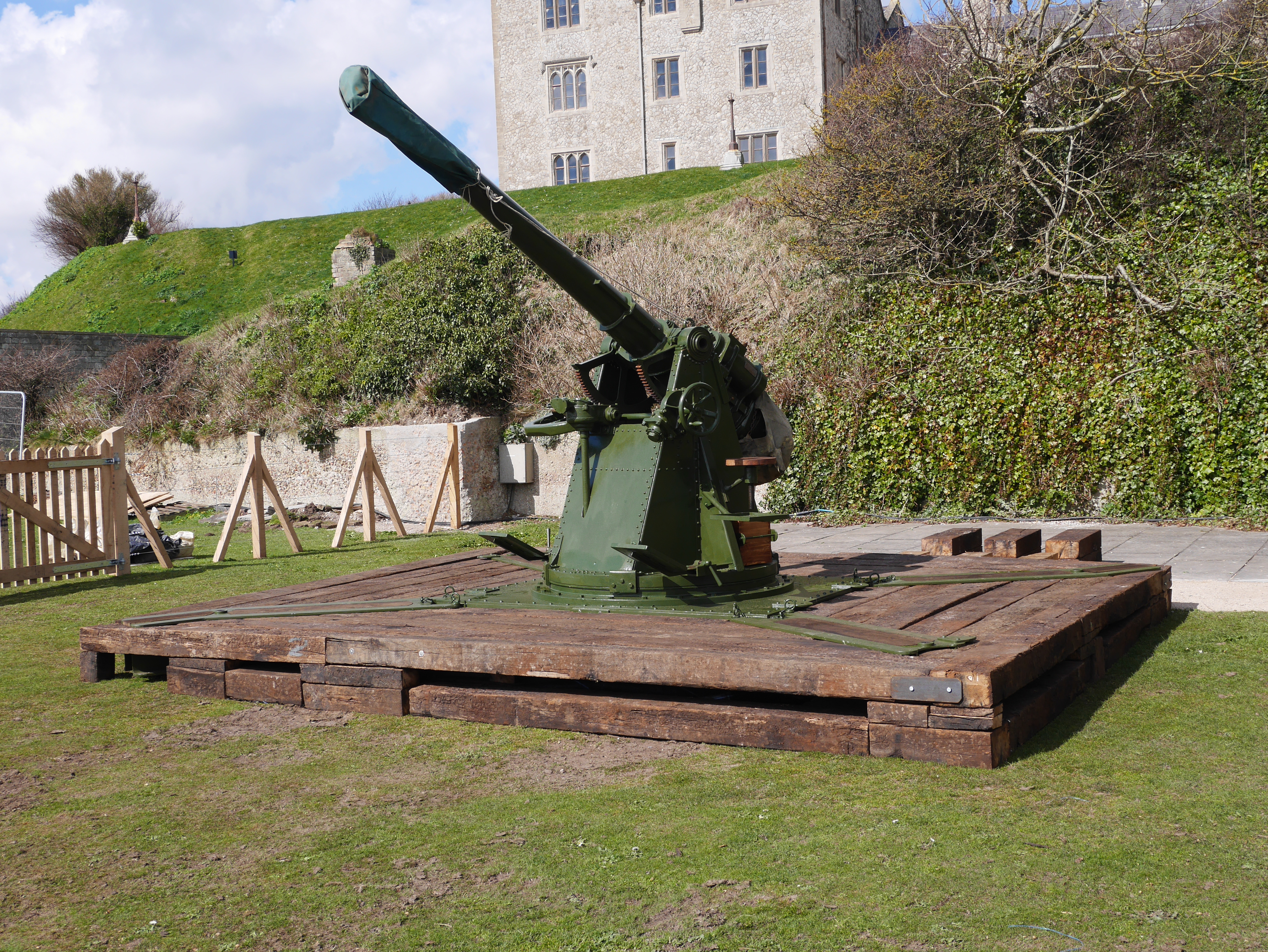
Canon antiaérien de 3 inches 9cwt au château de Douvres

#### Une concentration et une centralisation progressive des moyens
En 1916, une section supplémentaire de projecteurs et 5 sections de canons antiaériens supplémentaires sont déployées en France. En juillet, 70 canons sur un total de 113 sont des 13-pounder 9-cwt. En novembre, avec l'intensification des bombardements de nuit des camps et des itinéraires la structure est remaniée et 3 ou 4 sections sont affectées à chacun des corps d'armée. Chaque armée à une cellule lutte antiaérienne qui dispose de sections d'armées. Sur le front, des régions de lutte antiaériennes sont définies, chacune d'entre elle avec son propre commandement qui contrôle un groupe (AA group) qui comprennent un certain nombre de sections plus des unités de projecteurs et de mitrailleuses. Un groupe comprenant 19 sections est destiné à la protection des lignes de communication. Un nouveau canon, le 3-inches 20cwt, apparaît. À la fin de l'année 1916, il y a 91 sections d'artillerie antiaérienne appartenant à la RGA dont deux canadiennes et 10 équipé du nouveau canon. Il y a en outre 22 sections de projecteurs du Royal Engineer. Une section expérimentale est créée en Grande-Bretagne pour favoriser le développement de télémètres et autres équipements.
Au total, à la fin de 1916, il y a donc 183 sections soit au total 367 pièces en Angleterre, 74 sections soit au total 147 pièces, 3 sections en Égypte, 6 à Salonique et une en Mésopotamie.

#### La lutte antiaérienne complètement intégrée dans les opérations
En novembre 1917, la préparation de la bataille de Cambrai comprend un plan de défense antiaérienne qui fait intégralement partie du plan d'attaque. 7 batteries sont attribuées au secteur d'attaque et leurs feux couvrent 3000 mètres en avant des lignes, en mesure de suivre l'avance des troupes au sol.
En décembre 1917, après avoir établi un bilan, les sections antiaériennes sont placées sous le commandement unique d'un directeur assistant à la lutte antiaérienne auprès du grand quartier général. Le premier est le Lieutenant-Colonel N. Webber, un sapeur du Royal Engineer. Il est remplacé le 30 mars 1918 par un officier d'artillerie, le Colonel C. Evans puis, le 18 juillet 1918 par le colonel V. Napier.

#### Avant tout une arme de dissuasion
Au bilan, à la fin de la guerre, l'artillerie antiaérienne a démontré son utilité sur le champ de bataille et dans les arrières. Ses résultats limités montrent quand  même son rôle essentiel dans la dissuasion. Petit à petit les procédures sont mises en place pour faire face à la complexité des tirs de déflexion, aux conditions météorologiques, à l'acquisition des cibles, aux variables dues à la condition des tubes. L'instruction des cadres et de la troupe suit ces progrès malgré le peu de temps qui lui est laissé.

#### Organisation d'une section à partir de 1916
Une section d'artillerie antiaérienne comprend au total 2 officiers, 43 militaires du rang, deux équipes de pièces de 12 hommes dont 1 conducteur de l'Army Service Corps (ASC). Elle comprend en outre 2 téléphonistes, 1 poseur de lignes, 4 détecteurs d'altitude, 4 opérateurs de détecteurs du type Wilson Dalby, 2 artificier spécialisé dans le réglage des fusées, 1 marqueur sur le tableau des ordres, 1 guetteur aérien, 1 ordonnance et 1 cuisinier, tous appartenant à la RGA.

### Des efforts en matière de repérage
L'essentiel en matière de repérage se fait à partir de deux facteurs, le repérage par le son et le repérage par les lueurs, les deux souvent combinés.
Les premiers dispositifs s'avèrent inefficaces. Bien que n'ayant pas été précurseurs en la matière, dès la mi-1915, les Britanniques donnent pour mission à Sir Lawrence Bragg, Prix Nobel et officier dans la RHA territoriale de rechercher des dispositifs qui répondent à la question. Il va donc regarder chez les Français un dispositif qui associe un galvanomètre avec un film sensible développé par Lucien Bull et Charles Nordmann, deux astronomes de l'observatoire de Paris.
Bragg remarque la nécessité de dissocier la détonation du départ du coup avec l'onde de choc créée par l'obus en vitesse supersonique. Grâce à un dispositif à la mi-1916 par un microphone à basse fréquence inventé par William Sansome Tucker de l'université de Londres et qui permet de distinguer les deux sons.
Plus tard, en 1916, Tucker fonde une section expérimentale de repérage par le son au Royaume-Uni et perfectionne le concept, notamment en tenant compte des conditions météorologiques et la disposition des senseurs par rapport à eux-mêmes comme par rapport à la cible. En 1917, le système est au point et permet de repérer l'artillerie ennemie dans un rayon de 25 à 50 mètres dans des conditions normales.
À la fin de la guerre, la méthode permet même, outre la localisation du canon, d'en déterminer le calibre. Des sections de repérage au son sont déployées sur l'ensemble du front de l'Ouest, en Italie, dans les Balkans et en Palestine. Lorsque les États-Unis entrent en guerre, l'armée américaine adopte l'équipement britannique.

### Les chars échappent à l'artillerie très tôt et sont placés dans un corps spécifique, le Tank Corps.
Les chars sont considérés au départ comme appartenant à l'artillerie, et rattachés au Machine Gun Corps. Toutefois, il s'autonomise rapidement. Par Royal Warrant du 28 juillet 1917, il constitue une arme à part, le Tank Corps. Cette autonomisation en fait le plus ancien des groupements blindés à part entière.

### Des fonctions nécessaires à l'artillerie mais placées sous d'autres commandements
L'artillerie a besoin d'observations aériennes. Elles sont, dès l'avant-guerre, confiées à un corps autonome, le Royal Flying Corps qui devient la RAF en 1918.
De même, l'artillerie a besoin de cartes précises pour localiser et traiter ses objectifs, notamment dans la profondeur. Cette mission est confiée au Royal Engineers.

#### Sources contemporaines au conflit
- Growth and Development of the Royal Artillery During the War, Woolwich, 1919
- General Staff on Gunnery, London, 1918

#### Sources ultérieures
- D.S.V. Fosten, R.J. Marrion, G. A. Embleton, The British Army 1914-1918, Men at Arms collection, Londres, Osprey Publishing Limited,1978 , Réédition 1988, 42 p.  (ISBN 9780850452877)
- Dale Clark, Brian Delf, British Artillery 1914-1919, Tome 1, Field Army Artillery, New Vanguard collection, Londres, Osprey Publishing Limited, 2004, 50 p. (ISBN 9781841766881)
- Dale Clark, Brian Delf, British Artillery 1914-1919, Tome 2, Heavy Artillery, New Vanguard collection, Londres, Osprey Publishing Limited, 2005, 50 p. (ISBN 9781841767888)
- Ian W. Hogg, L.F. Thurston, British Artillery Weapons and Ammunition, 1914-18, Londres, Ian Allan, 1972 (ISBN 9780711003811)